# Würzburg Hauptbahnhof
Der Würzburger Hauptbahnhof (abgekürzt Würzburg Hbf) ist ein Fernverkehrsbahnhof in der unterfränkischen Regierungsbezirkshauptstadt Würzburg. Er entstand 1863 im Norden der Innenstadt als Ersatz für den früheren Ludwigsbahnhof im Stadtzentrum, dessen Kapazitäten nach der drastischen Zunahme des Eisenbahnverkehrs ausgeschöpft waren. Der Würzburger Hauptbahnhof ist bayernweit einer der bedeutendsten Bahnhöfe, da er im Schnittpunkt mehrerer stark frequentierter Schienenverkehrsachsen liegt. Insbesondere von Bedeutung sind die Strecken in Nord-Süd-Richtung von Hamburg und Bremen nach München sowie in West-Ost-Richtung aus den Metropolregionen Rhein-Ruhr und Rhein-Main nach Nürnberg und Wien. Würzburg ist neben Aschaffenburg der zweite unterfränkische und im Taktverkehr bediente ICE-Bahnhof. Der Stadt und dem Landkreis Würzburg dient der Hauptbahnhof durch seine Verknüpfung von Eisenbahn-, Straßenbahn- und Omnibusverkehr als wichtigste Drehscheibe des öffentlichen Nahverkehrs. Der heutige Hauptbahnhof Würzburg wurde in den 1950er Jahren an Stelle der im Zweiten Weltkrieg zerstörten Bahnhofsgebäude errichtet. Aufgrund der zentralen Lage der Stadt kreuzen sich einige wichtige Regional- und Fernverkehrslinien in Würzburg. Täglich werden ca. 700 Züge durch den Würzburger Eisenbahnknoten geleitet. Dem Personenverkehr stehen insgesamt 11 Gleise zur Verfügung. Die Bahnanlagen trennen den Stadtbezirk Grombühl von der Altstadt.

## Geschichte

### Vorgeschichte

#### Würzburgs Anschluss an die Ludwigs-West-Bahn
Die Stadt Würzburg – bis 1814 Hauptstadt des gleichnamigen Großherzogtums unter Ferdinand III. – gehörte Mitte des 19. Jahrhunderts zum zweiten Mal zu Bayern, da das Königreich nach dem Wiener Kongress als Ausgleich für den Verlust von Tirol und der rechtsrheinischen Pfalz Gebiete in Franken zugestanden bekam. Aufgrund seiner Randlage in Bayern erhielt Würzburg jedoch keinen Anschluss an die Ludwig-Süd-Nord-Bahn, die das gesamte Königreich durchquerte. Auf Drängen des bayerischen Landtags wurde die Stadt nur wenige Jahre später über die zweite Staatsbahnstrecke, die Ludwigs-Westbahn, an das Eisenbahnnetz angeschlossen. Nachdem im Jahre 1852 die Bauarbeiten begonnen hatten, konnte am 1. Juli 1854 mit der Eröffnung des rund 40 Kilometer langen Abschnitts Schweinfurt–Würzburg die dritte Etappe der insgesamt rund 200 Kilometer langen Ludwigs-West-Bahn eröffnet werden. In der vierten und letzten Etappe wurde die Strecke über Gemünden am Main und Aschaffenburg zur bayerischen Landesgrenze bei Kahl am Main verlängert und am 1. Oktober desselben Jahres in Betrieb genommen.

#### Der erste Bahnhof von 1852: Der Ludwigsbahnhof

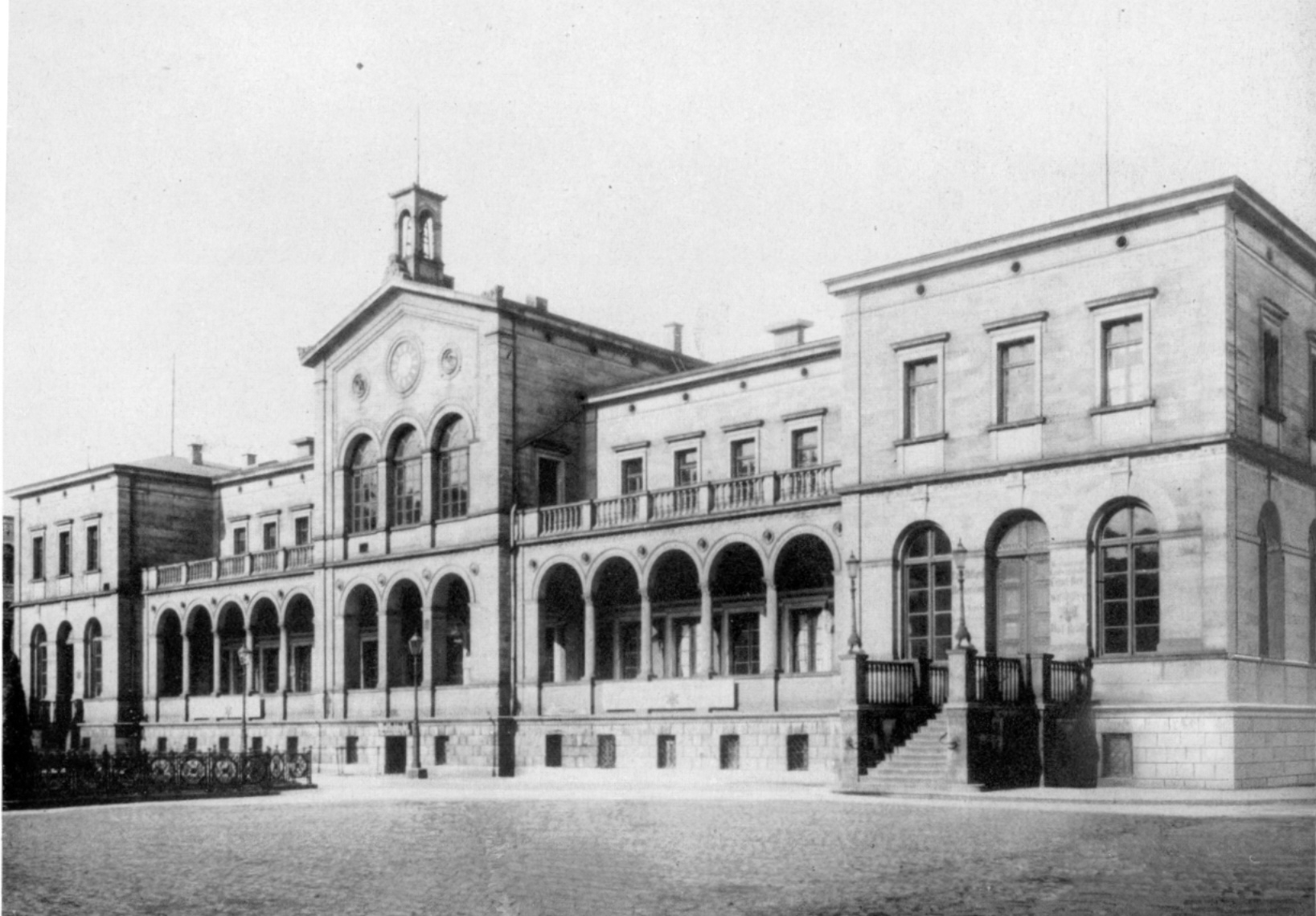
Ludwigsbahnhof

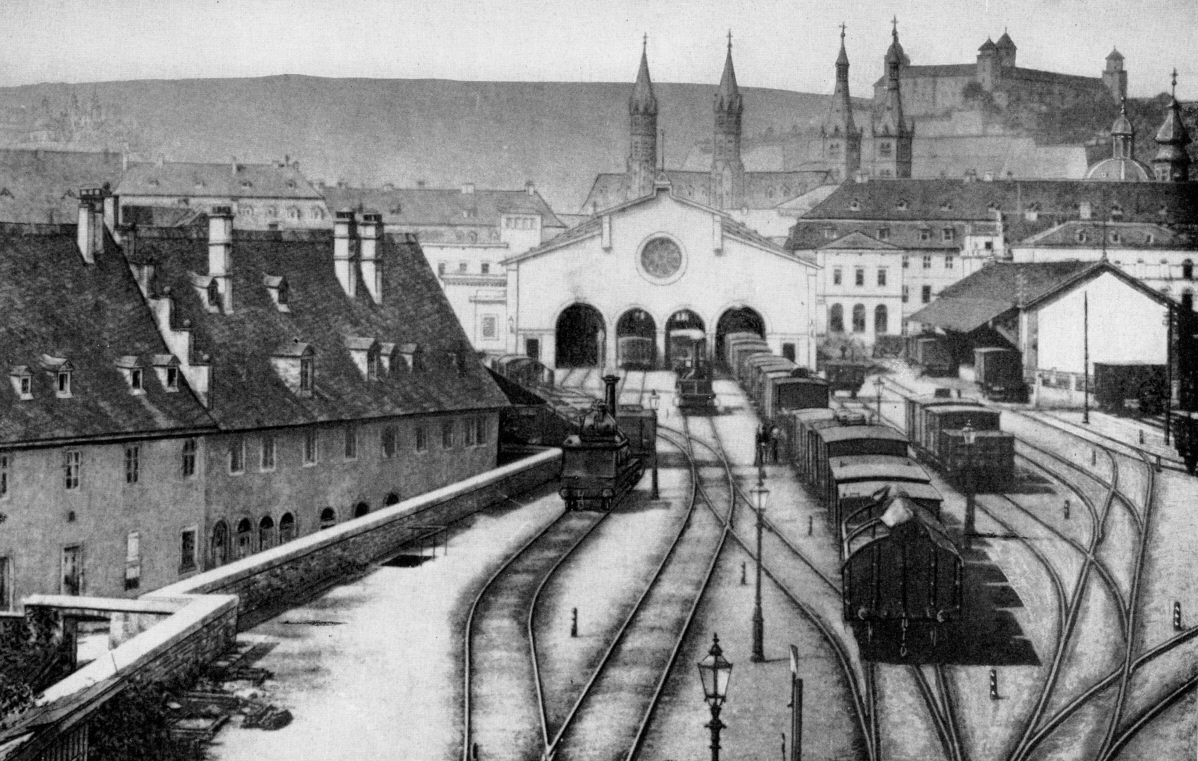
Blick von den Zufahrtsgleisen auf die Bahnsteighalle

Zu diesem Zweck wurde der erste Würzburger Bahnhof, der nach König Ludwig I. benannte Ludwigsbahnhof, erbaut und 1856 fertiggestellt. Auf Wunsch des Kriegsministeriums wurde der Bahnhof trotz der höheren Grunderwerbskosten innerhalb der Stadtbefestigung erbaut, genau an der Stelle, wo sich das Mainfranken Theater befindet. Dies hatte jedoch zur Folge, dass aufgrund der bereits dichten Bebauung nur ein Kopfbahnhof möglich war. Das Areal, auf dem der Bahnhof Platz finden sollte, war etwa 400 Meter lang und zwischen 50 und 100 Meter breit und musste neben dem Empfangsgebäude und der Bahnsteighalle auch noch einen Lokschuppen und eine Remise zur Abstellung der Waggons aufnehmen. Darüber hinaus beinhaltete es eine Werkstatt zur Instandhaltung der Fahrzeuge und eine Lagerhalle für Güter. Als zweite bauliche Herausforderung kam die Unebenheit des Geländes hinzu, weshalb die Gleise auf bis zu fünf Meter hohen Dämmen verlegt werden mussten und somit über dem Niveau der umliegenden Straßen lagen.
Architekt war der Königliche Baurat Gottfried von Neureuther, dessen Neorenaissance-Stil viele Stationsbauten der Königlich Bayerischen Staats-Eisenbahnen prägte und der den Würzburger Bahnhof als eines der schwierigsten Bauwerke der Ludwigs-West-Bahn bezeichnete. Das Empfangsgebäude war ein zweigeschossiger Bau, dessen Vorderfront nach Westen zur Theaterstraße zeigte, wo ein Vorplatz als repräsentatives Entrée zur Stadt gestaltet wurde. Im aufgrund der Hochlage der Gleise etwas erhöhten Erdgeschoss des mit Muschelkalk und Sandstein verkleideten Gebäudes befanden sich unter anderem die Wartesäle und ein Restaurant. In östlicher Richtung schloss sich an das Empfangsgebäude eine 100 Meter lange und 24 Meter breite Bahnsteighalle an. Unter dem 13 Meter hohen freihängenden Dach befanden sich je ein Gleis für Personen- und Güterzüge und zwei Umfahrungsgleise, die jeweils durch einen eigenen Torbogen aus der Halle hinausführten. Größere Probleme bereitete die Einführung der Gleise in die Bahnhofsanlage, da nur zwei Gleise durch den Festungswall führten, die sich unmittelbar nach der Überquerung des Wallgrabens Richtung Schweinfurt und Gemünden verzweigten. Da jedoch für Güterzüge der nördliche Teil und für Personenzüge der südliche Teil des Bahnhofes vorgesehen war, mussten auf der Brücke über den Wallgraben Kreuzungsweichen eingefügt werden, die eine Einführung in den richtigen Teil des Bahnhofes ermöglichten. Dieser Umstand schränkte nach der Zunahme insbesondere des Güterverkehrs die Kapazitäten deutlich ein.

### Verlegung und Neubau

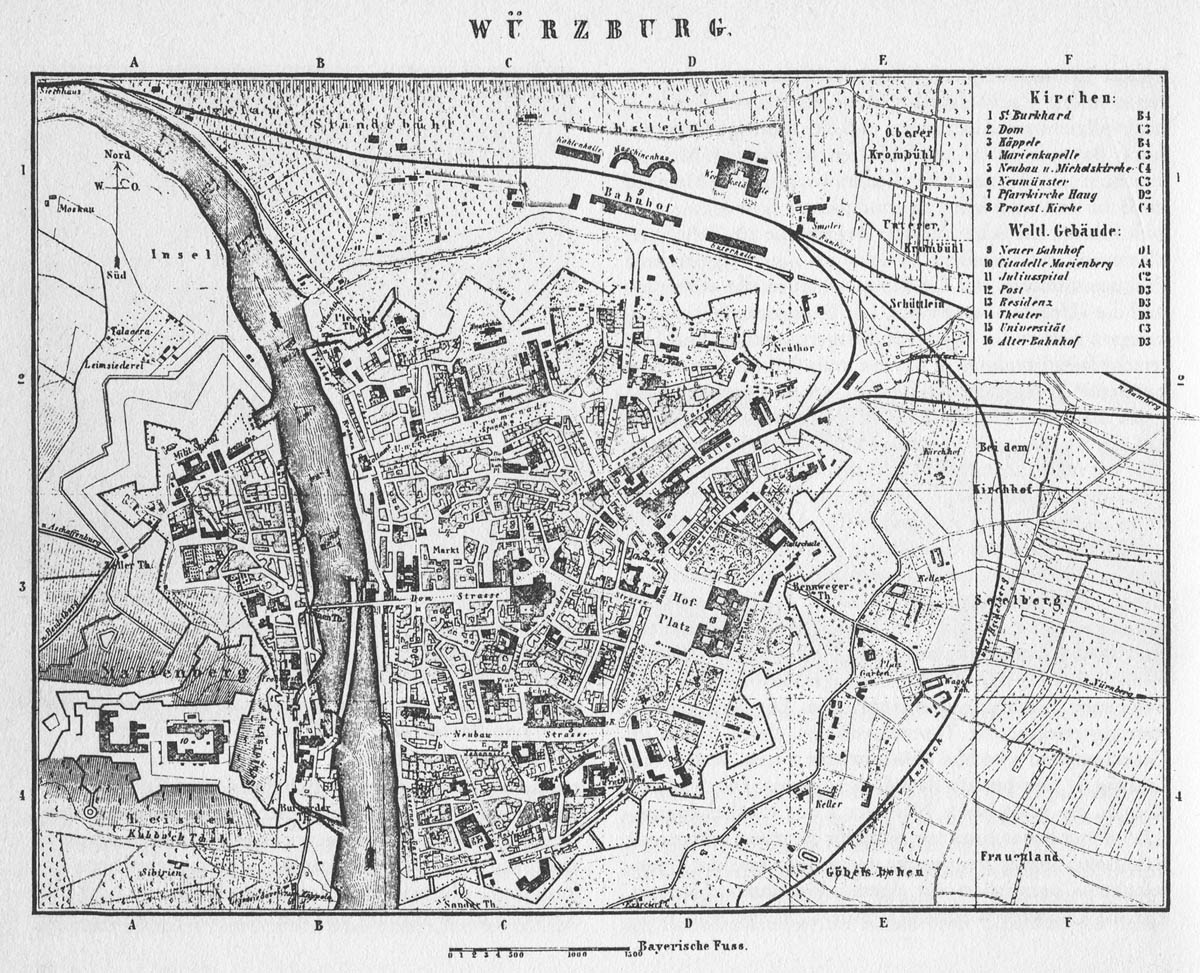
Lage des alten und des neuen Bahnhofs um 1866

#### Hintergrund: Neue Bahnstrecken nach Ansbach, Fürth und Heidelberg
In den darauffolgenden Jahren wuchs der Eisenbahnverkehr stetig an. Zwar verhinderte der Mangel an Rohstoffen einen schnellen wirtschaftlichen Aufschwung, durch den Bau neuer Strecken wurde Würzburg aber zum Eisenbahnknotenpunkt. Zunächst wurde ab 1861 eine knapp 90 Kilometer lange Verbindung zwischen Würzburg und Ansbach gebaut, von wo aus mittels einer von der Stadt Ansbach in Eigenregie gebauten Strecke die Ludwig-Süd-Nord-Bahn in Gunzenhausen erreicht wurde. Auf diese Weise erhielt Würzburg ab 1864 eine kürzere Anbindung an die großen Städte Augsburg und München. Schon ein Jahr später wurde eine direkte Strecke zwischen Rottendorf und Fürth eröffnet, die beim Bau der Ludwigs-West-Bahn zugunsten der aufgrund ihrer einfacheren Topografie bevorzugten Streckenführung über Bamberg das Nachsehen gehabt hatte. Gleichzeitig wurde der mit der alten Trasse nach Bamberg gemeinsam genutzte Abschnitt Würzburg–Rottendorf auf zwei Gleise erweitert. 1866 ging schließlich mit der Badischen Odenwaldbahn die vorerst letzte Eisenbahnstrecke nach Würzburg in Betrieb. Sie entstand hauptsächlich auf Wunsch Bayerns, um die damals bayerische Rheinpfalz an das eigene Eisenbahnnetz anzuschließen und führte von Würzburg über Osterburken und Mosbach nach Heidelberg.

#### Der neue Bahnhof außerhalb der Innenstadt
Den Verkehr der zusätzlichen Strecken konnte der Kopfbahnhof nicht mehr aufnehmen. Eine Erweiterung der Anlagen, die schon von Beginn an knapp bemessen waren, ließ die dichte Bebauung der Innenstadt nicht mehr zu. Um größere Kapazitäten für den Personenverkehr zu schaffen, war zunächst eine Verlagerung des Güter- und Rangierverkehrs an einen separaten Standort geplant. Vor dem Hintergrund des ständig wachsenden Eisenbahnverkehrs und angesichts der betrieblichen Vorteile eines Durchgangsbahnhofs fiel 1862 die Entscheidung für einen Bahnhofsneubau unterhalb des Schalksbergs nahe der berühmten Weinlage „Würzburger Stein“ im Norden der Stadt. Auf diesem bislang nur dünn bebauten Gebiet stand genug Platz zur Anlage eines großflächigen Durchgangsbahnhofs zur Verfügung. Mit dem Neubau des Bahnhofs ging auch eine umfangreiche Neuordnung des Straßengefüges einher. Die Erschließung der bislang hauptsächlich aus engen und verwinkelten Gassen bestehenden Innenstadt wurde durch die Aufweitung bestehender Straßenzüge und den Durchbruch der zentralen Schönbornstraße stark verbessert. Am 18. April 1866 wurde die Bahnhofstraße als direkte Verbindung zwischen dem außerhalb gelegenen Bahnhofskomplex und dem Stadtzentrum eröffnet. Durch die 1870 neu angelegte und 1874 fertiggestellte Kaiserstraße wurde eine weitere Verbindung hergestellt. In unmittelbarer Umgebung des Bahnhofs bildete sich daraufhin ein neues Stadtquartier, an Stelle der ehemaligen Stadtumwallung wurde der Ringpark im englischen Stil angelegt. Zwischen dem Bahnhof und dem Mainufer entstanden Institute der Julius-Maximilians-Universität sowie imposante Gründerzeitvillen und nordöstlich des Bahnhofsgeländes ein eigener Stadtteil für Eisenbahnbedienstete.
Mit dem Bau des Empfangsgebäudes wurde der Architekt Friedrich Bürklein beauftragt, der nach dem Neubau des Münchner Centralbahnhofes unter anderem für die Bahnhöfe in Augsburg, Bamberg, Nördlingen, Nürnberg und Bad Kissingen verantwortlich gewesen war. 1863 wurde mit dem Bau begonnen, im Juni 1864 nahm der neue Bahnhof seinen Betrieb auf und nach einer zwischenzeitlich vorgenommenen Erweiterung war das Gebäude 1869 fertiggestellt. Der Alte Bahnhof wurde 1864 stillgelegt und im August 1868 von der staatlichen Eisenbahnverwaltung an die Stadt Würzburg verkauft.

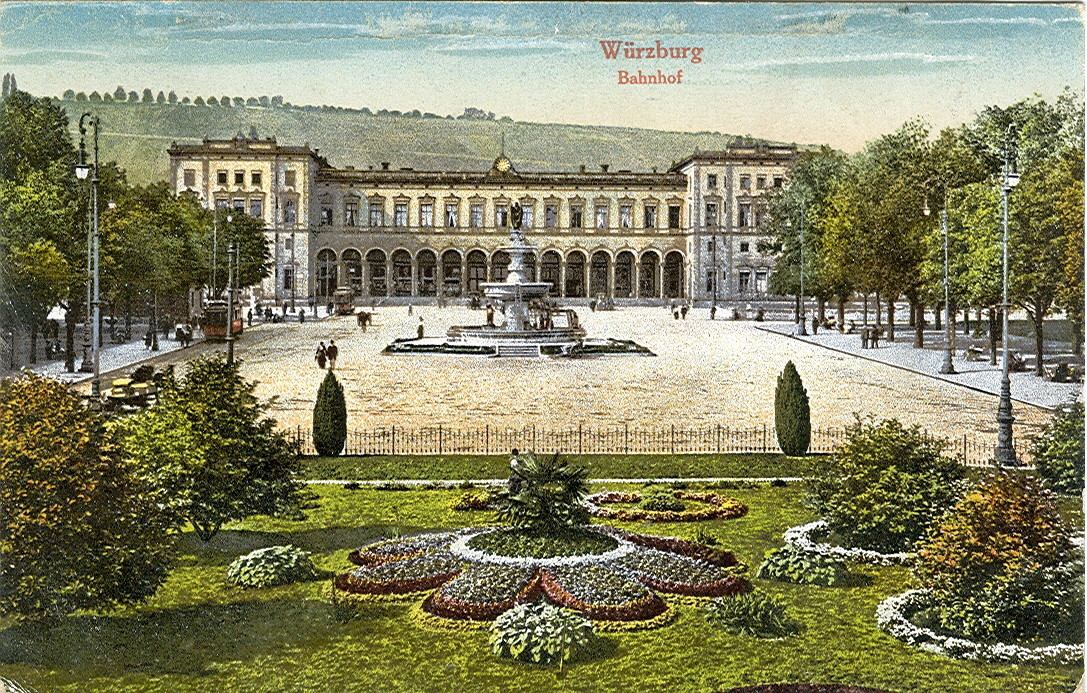
Der Bahnhof im Jahre 1919

Das Empfangsgebäude war ein imposanter Bau, der aus einer zweigeschossigen Mittelhalle bestand, die von zwei erhöhten Seitenbauten begrenzt wurde. Im Erdgeschoss bestand die gesamte Front der Mittelhalle aus arkadenähnlichen Torbögen, die den Zugang zum Inneren des Bahnhofs darstellten. Dort befanden sich neben einem Salon für den König die damals üblichen Einrichtungen eines Bahnhofes, wie etwa die Wartesäle für vier Klassen, zwei Restaurants, Fahrkarten- und Gepäckschalter sowie mehrere Verwaltungsräume. Die Räume des oberen Geschosses waren für die Bediensteten als Wohnungen vorgesehen. Durch die auch hier auf Dämmen verlegten Gleise lagen die Bahnsteige wiederum eine Ebene über dem Straßenniveau. Daher führte in der Mitte des Empfangsgebäudes eine Freitreppe in die von 14 Marmorsäulen getragene Bahnhofshalle.
Die Gleisanlagen wurden äußerst großflächig angelegt, nördlich des Bahnsteigbereiches wurden Abstellgleise, Lokomotiv- und Wagenhallen und Instandhaltungswerkstätten errichtet. Östlich entstanden zusätzlich noch die Betriebsanlagen der Badischen Staatseisenbahnen, die den Betrieb auf der Odenwaldbahn Richtung Heidelberg durchführten, da diese nur mit etwa 20 Kilometern in Bayern lag.
Als Verbindung des neuen Bahnhofs mit der Altstadt wurde von 1872 bis 1874 die Kaiserstraße angelegt. Die Halle des alten Bahnhofs, genannt „Ludwigshalle“, wurde weiterhin, unter anderem als Festhalle genutzt, etwa 1882 zur 300-Jahr-Feier der Universität.

#### Zerstörung im Zweiten Weltkrieg, Stunde null
Bis kurz vor dem Ende des Zweiten Weltkriegs lebte Würzburg noch in der Illusion, von einem alliierten Luftangriff verschont zu bleiben, da in der Stadt keine nennenswerte Industrie angesiedelt war und sie zudem mit drei Krankenhäusern als Lazarettstadt galt. Allerdings hatte Würzburg große Bedeutung im Eisenbahnverkehr, dem logistischen Rückgrat der deutschen Rüstung. Im Frühjahr 1945 wurden bei Luftangriffen der United States Army Air Forces große Teile des Bahnhofsgeländes durch rund 200 Bomben zerstört oder in ihrer Funktion erheblich beeinträchtigt. Am Abend des 16. März 1945, also 2 Wochen vor der Kapitulation der Stadt, starteten in England nochmals 225 viermotorige Bomber des Typs Avro Lancaster der Royal Air Force, um das Stadtgebiet zu zerstören („dehousing“). Nach dem Bahnhofsbau von Friedrich Bürklein, der bereits am 23. Februar zerstört worden war, fiel nun auch das Empfangsgebäude des ehemaligen Ludwigsbahnhofes der Bombardierung zum Opfer. Die „Ludwigshalle“ war noch bis 1945 als Museum bzw. als Behelfsschule genutzt worden.

#### Neues Empfangsgebäude

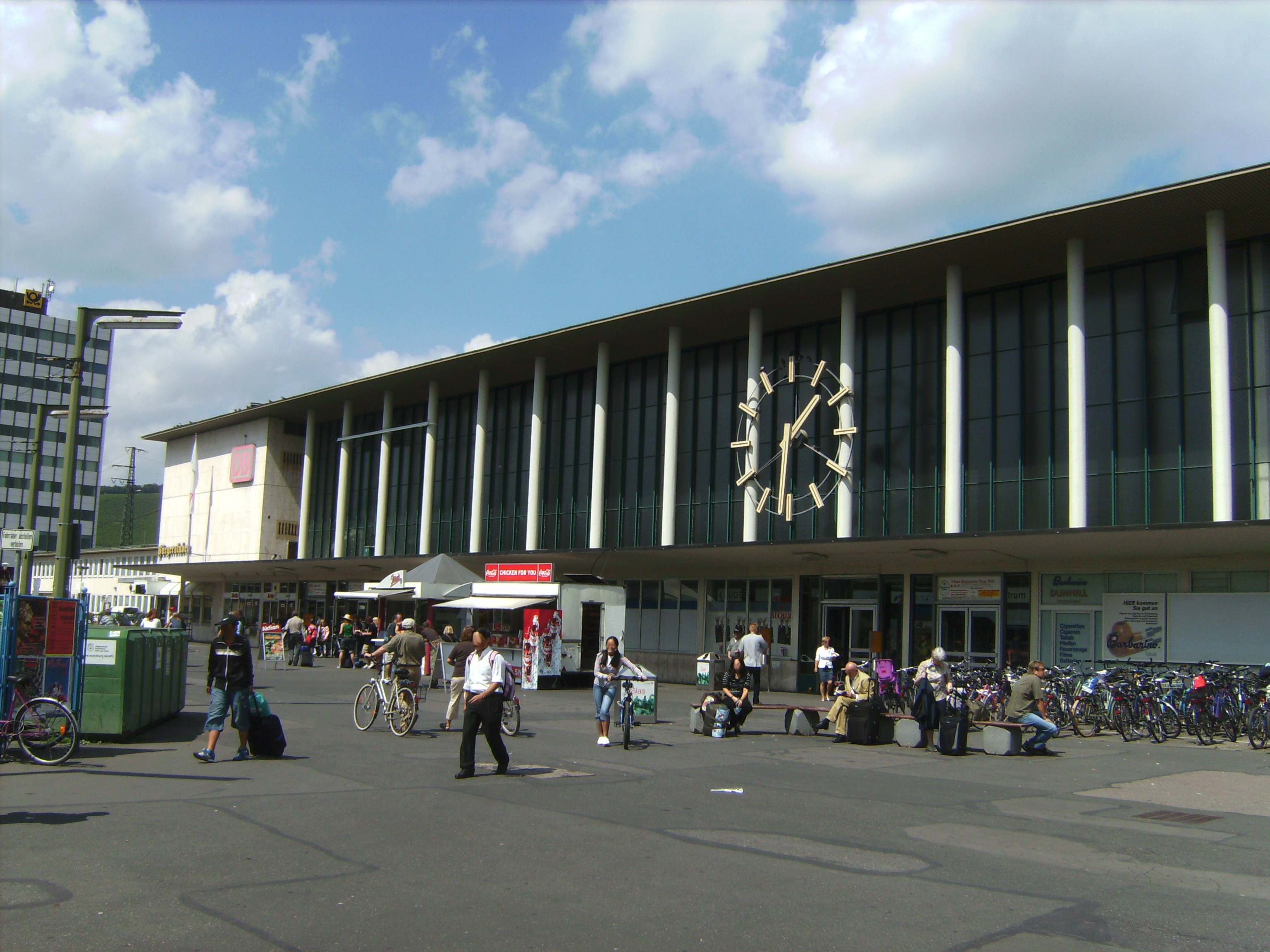
Empfangsgebäude

Die Ruine des Ludwigsbahnhofs wurde bis Mitte der 1960er Jahre abgetragen und schuf dem heutigen Mainfranken Theater Würzburg Platz. Kurz nach Kriegsende begann der Wiederaufbau der Bahnanlagen. Da auch das Bahnhofsgebäude fast vollständig zerstört worden war, entschloss sich die damalige Deutsche Bundesbahn und der ausführende Architekt Bundesbahnoberrat Hans Kern gegen eine Rekonstruktion des Bauwerks und für einen Neubau. Es handelte sich um ein Gebäude in der schlichten Nachkriegsarchitektur der fünfziger Jahre. Die gesamte breite Vorderfront wurde verglast, Betonsäulen stützten das leicht überhängende Dach ab. Mit dem Bau der Empfangshalle wurde 1952 begonnen, am 2. Oktober 1954 erfolgte die Eröffnung anlässlich des Abschlusses der Elektrifizierung der Strecke Fürth–Würzburg. In weiteren Bauabschnitten wurde das Gebäude bis 1961 noch vervollständigt. Im Inneren entstand eine große Empfangshalle, die unter anderem einen Fahrkartenschalter sowie diverse Geschäfte beherbergte. Die nördliche Seitenwand der Halle schmückte ein auf Steinplatten angebrachtes Mosaik des Eichstätter Künstlers Alois Wünsche-Mitterecker, das das Schnittbild einer Dampflokomotive der Baureihe 44 in Originalgröße zeigte. Da sich durch die Erschütterungen einfahrender Züge wiederholt Teile aus der Wandverkleidung lösten, wurde das Mosaik bereits 1958 wieder entfernt und stattdessen im Nürnberger Verkehrsmuseum eingebaut.

#### Deutsche Teilung und jüngere Entwicklung seit den 1980er Jahren

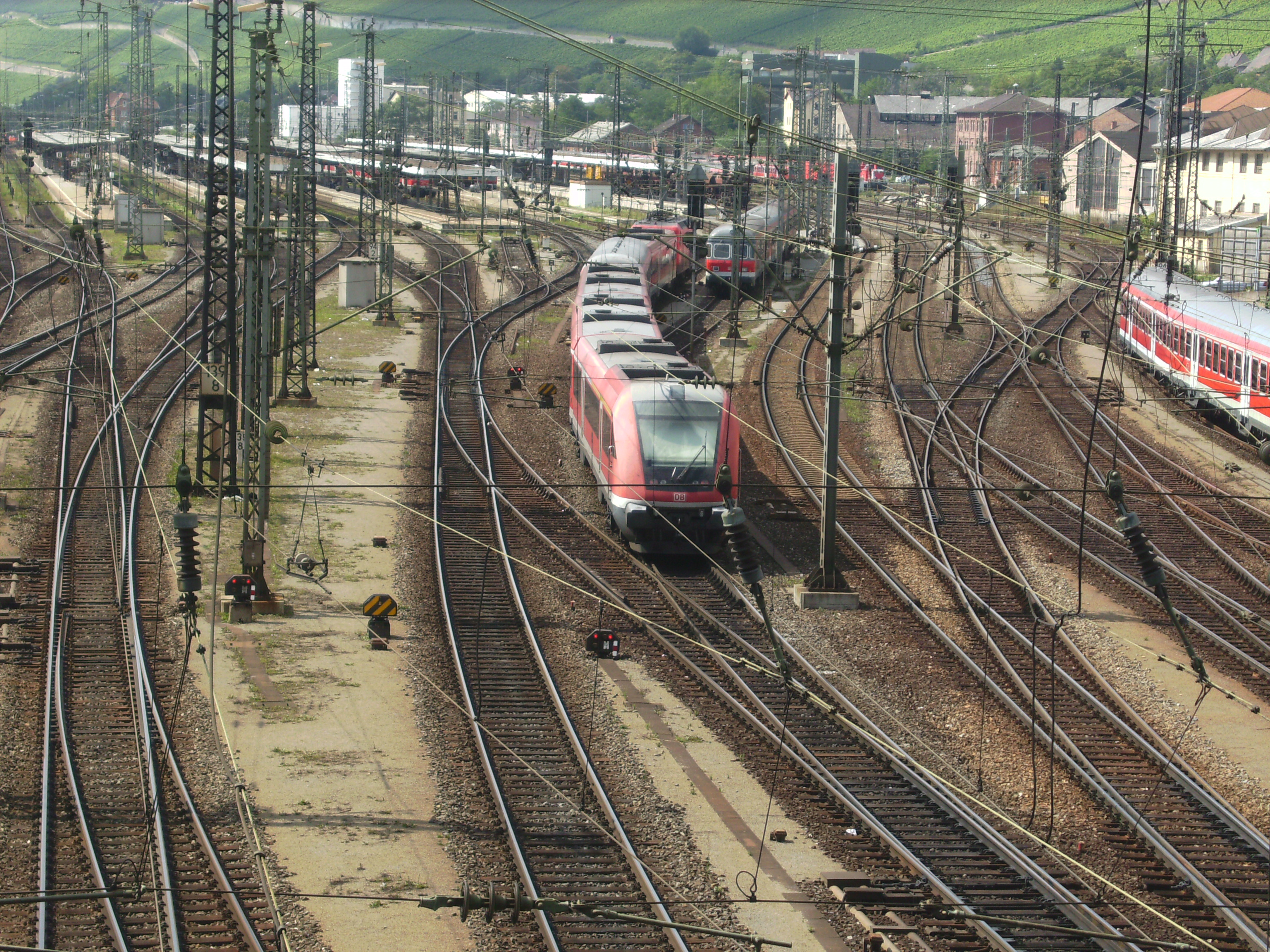
Ein Regionalzug im östlichen Gleisvorfeld

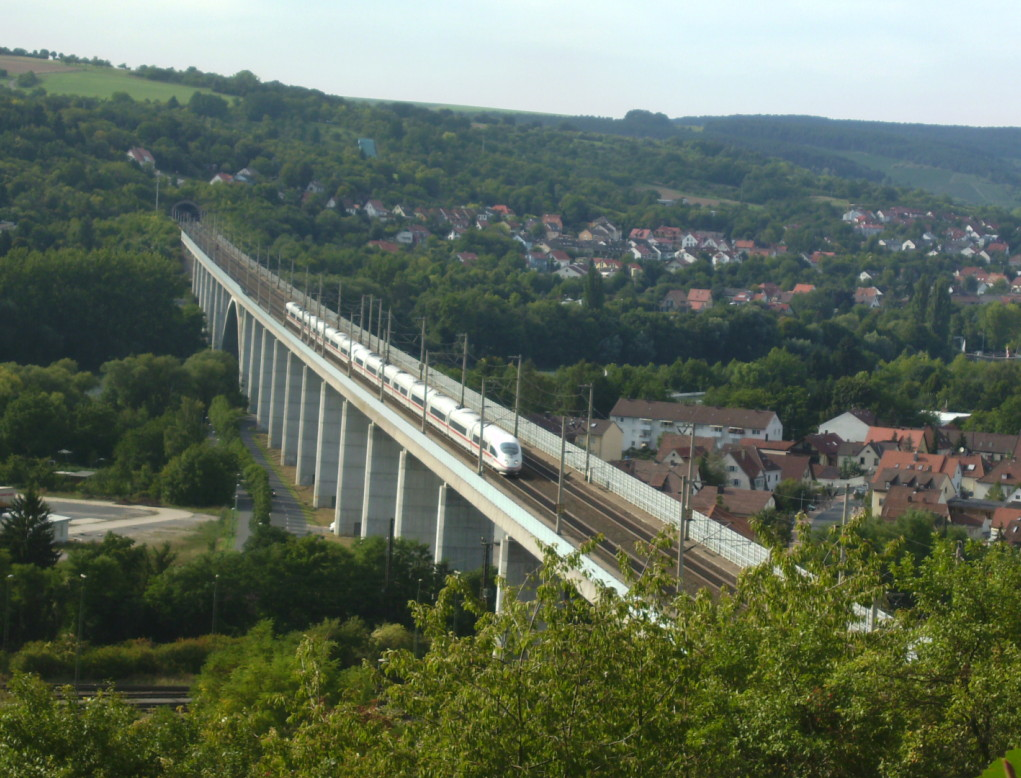
Bereits fünf Kilometer vom Hauptbahnhof Würzburg entfernt, auf der Maintalbrücke Veitshöchheim, erreichen ICE-3-Züge 200 km/h

Der Würzburger Hauptbahnhof war durch seine zentrale Lage in Deutschland stets ein wichtiger Knotenpunkt im Eisenbahnverkehr, mit der Deutschen Teilung nahm die Bedeutung nochmals zu. Während der Eisenbahnverkehr zwischen dem Norden und Südosten der Republik zuvor auf mehrere Routen verteilt wurde, waren nun die Wege durch den Thüringer Wald, den Frankenwald und das Vogtland nicht praktikabel. Alle Züge mussten westlich der innerdeutschen Grenze verkehren, was für die auf München zulaufenden Strecken über Würzburg und Nürnberg oder via Mannheim und Stuttgart eine erhebliche Mehrbelastung bedeutete.
Im Jahresfahrplan 1979/80 wurden am Würzburger Hauptbahnhof an Werktagen 300 Personen-, 250 Güterzugfahrten sowie 100 sonstige Zugfahrten abgewickelt. Etwa 60 Personen- und 50 Güterzüge wurden rangierdienstlich behandelt.
Die hohe Frequentierung auf den Zulaufstrecken führte dazu, dass die alten Trassen mittels zweier neuer Strecken für den Hochgeschwindigkeitsverkehr (Mannheim–Stuttgart und Hannover–Würzburg) von schnellfahrenden Zügen entlastet wurden. Im Laufe des Fahrplanjahres 1991 fuhren erste ICE-Garnituren Würzburg an, allerdings noch unter der Bezeichnung „Intercity“. Im Mai 1992 wurde Würzburg durch die ICE-Linie Hamburg–Würzburg–München zum ICE-Halt.

#### Arcaden-Planung ab 2004

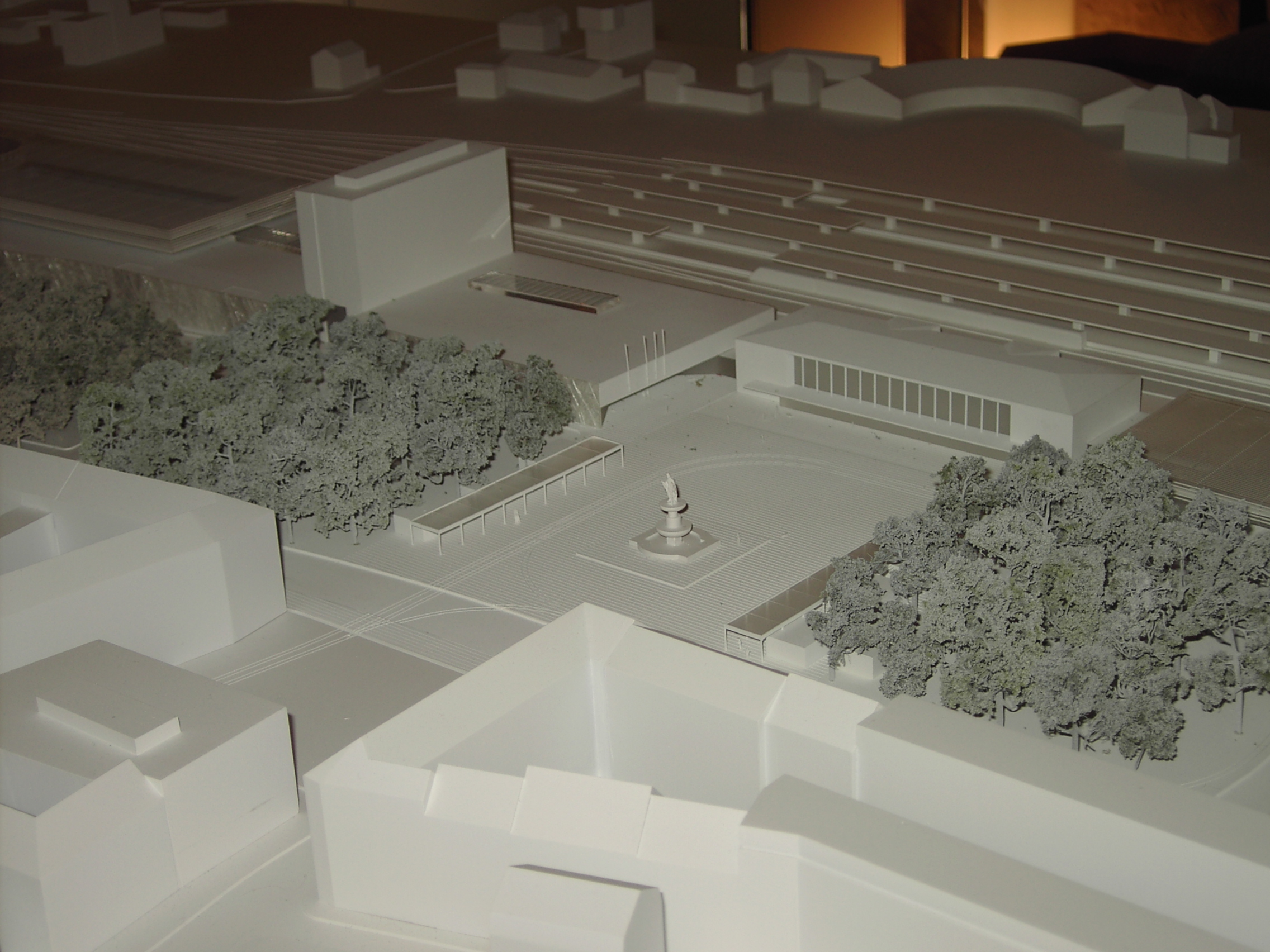
Siegerentwurf des Architektenwettbewerbs zur Neugestaltung des Bahnhofsumfeldes

Im Jahr 2004 wurden von der Stadt Würzburg Pläne veröffentlicht, auf dem westlich des Bahnhofs gelegenen Post-Areal durch die Essener Management für Immobilien AG (mfi) ein 20.000 Quadratmeter großes Einkaufszentrum samt einer Veranstaltungshalle errichten zu lassen. Die sogenannten „Würzburg Arcaden“ sollten sich bis auf den heutigen Busbahnhof erstrecken, der an den Standort des Quellenbach-Parkhauses verlegt worden wäre. Der ehrgeizige Zeitplan sah eine Realisierung des Projekts bis Ende 2006 vor, eine Bürgerinitiative warnte jedoch vor drastischen Eingriffen in den Ringpark und wollte einen Bürgerentscheid erwirken. Bevor es jedoch dazu kam, wurde das Projekt im Oktober 2004 wegen Differenzen mit dem Betreiber der Veranstaltungshalle aufgegeben.
Nachdem das Projekt im ersten Anlauf gescheitert war, brachte mfi im Juli 2005 eine überarbeitete Version auf den Tisch. Entgegen den ursprünglichen Planungen war eine Bebauung des Busbahnhofs nicht mehr vorgesehen, stattdessen sollten die Arcaden über den Westflügel des Hauptbahnhofs fortgesetzt und ein Übergang zum Empfangsgebäude geschaffen werden. Die aus dem Verkauf des Westflügels erwirtschafteten Erlöse beabsichtigte die Deutsche Bahn in die Modernisierung des Empfangsgebäudes zu investieren. Von mfi wurde zugesichert, die Neugestaltung des Bahnhofsvorplatzes, die Verlegung des Busbahnhofs auf die östliche Bahnhofsseite und die Begrünung des derzeitigen Standortes zu finanzieren. Weitreichende Veränderungen waren auch im Bereich des Straßen- und Straßenbahnverkehrs geplant, so sollten der Hauger- und Röntgenring abschnittsweise auf fünf Spuren verbreitert und die Straßenbahntrasse nach Grombühl vom Haugerring in die Haugerglacisstraße verlegt werden.
Am 14. Dezember 2005 stimmte der Stadtrat mit knapper Mehrheit für den Bau der Würzburg Arcaden und stellte so die Weichen für das 250-Millionen-Euro-Projekt. Mitte 2006 wurde schließlich ein Architektenwettbewerb für die Neugestaltung des Bahnhofsumfeldes gestartet, der zugunsten des Stuttgarter Büros Auer+Weber+Assoziierte und den Hamburger Landschaftsarchitekten WES & Partner entschieden wurde.
Die Bürgerinitiative „Ringpark-in-Gefahr“ erwirkte bei der Stadt einen Bürgerentscheid, der am 3. Dezember 2006 stattfand. Sie warnte trotz der geplanten Renaturierung der Busbahnhof-Flächen vor weiteren Eingriffen in den Ringpark, einem drohenden Verkehrskollaps und der Verödung der Innenstadt nach der Eröffnung des Einkaufszentrums. Bei einer Wahlbeteiligung von über 40 Prozent entschieden sich die Würzburger Bürger mit rund 51 zu 49 Prozent gegen das Gemeinschaftsprojekt von mfi, Bahn und Stadt – eine Mehrheit von 985 Stimmen gab den Ausschlag. Von vielen Bürgern wurde nach der Abstimmung die unübersichtliche und nur schwer verständliche Gestaltung des Abstimmungszettels kritisiert, so waren mehr als 12 Prozent aller abgegebenen Stimmen ungültig.
Das Gelände wurde Anfang 2016 schließlich vom neuen mfi-Eigentümer Unibail-Rodamco an die Würzburger Beethovengruppe verkauft, die eine Mischnutzung mit Wohnungen, Hotels, Büros und Nahversorgungseinrichtungen plant.

## Der Bahnhof heute

### Baulicher und infrastruktureller Zustand

#### Empfangsgebäude

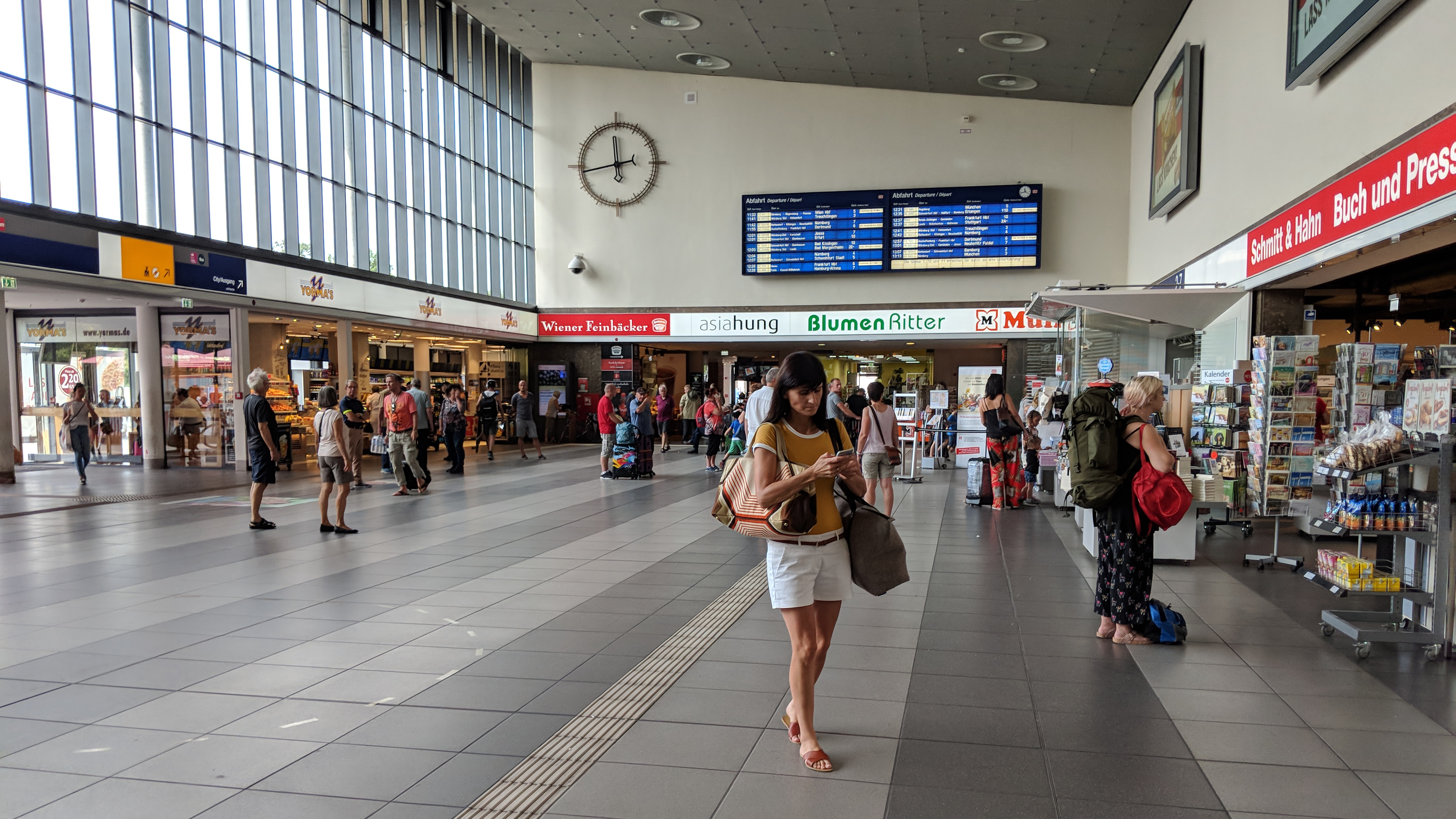
Eingangshalle des Würzburger Hauptbahnhofes (2018)

Die seit seiner Fertigstellung nur geringfügig veränderte Grundstruktur der Empfangsgebäude wurde im Rahmen der schrittweisen Sanierung ab 2012 komplett umgestaltet. Bereits im Jahr 2010 wurde das Gebäude energetisch saniert und zugleich die Fassade erneuert. An der Ostseite der Eingangshalle befindet sich seit dem Umbau neben dem Reisezentrum ein Fast-Food-Restaurant. Die Bahnhofsmission wurde in den Westflügel des Gebäudes verlegt und der Ostausgang verschlossen. Im Sommer 2006 in der Mitte der Halle aufgestellte Verkaufspavillons wurden bei der Umgestaltung entfernt. Seitdem befinden sich alle Geschäfte an den Rändern der Eingangshalle. Die lange als unhygienisch kritisierte Toilettenanlage wurde ebenfalls erneuert. Außerdem befinden sich in der oberen Etage im westlichen Gebäudeteil Konferenz- und im östlichen Teil Geschäftsräume.
Bei den Umbauarbeiten wurde der ursprünglich s-förmige Zugang zur Bahnsteigunterführung vom Nordwestende der Halle provisorisch an das Nordostende verlegt, wo er dann gerade verlief, bis die neue breite geradlinige Unterführung am Nordwestende fertiggestellt wurde.
Im westlichen Gebäudeteil war bis zum Juni 2007 das Restaurant „Bürgerstuben“ untergebracht. Vor dem Hintergrund der geplanten Bahnhofsmodernisierung im Rahmen des Arcaden-Projekts wurde dem Betreiber SSP Deutschland, dem Nachfolger des bahneigenen Gastronomiebetriebs Mitropa, im Oktober 2006 gekündigt. Auf eine Rücknahme der Kündigung seitens der Deutschen Bahn nach dem Scheitern der Arcaden ging SSP nicht ein.

#### Bahnsteige und Gleisanlagen

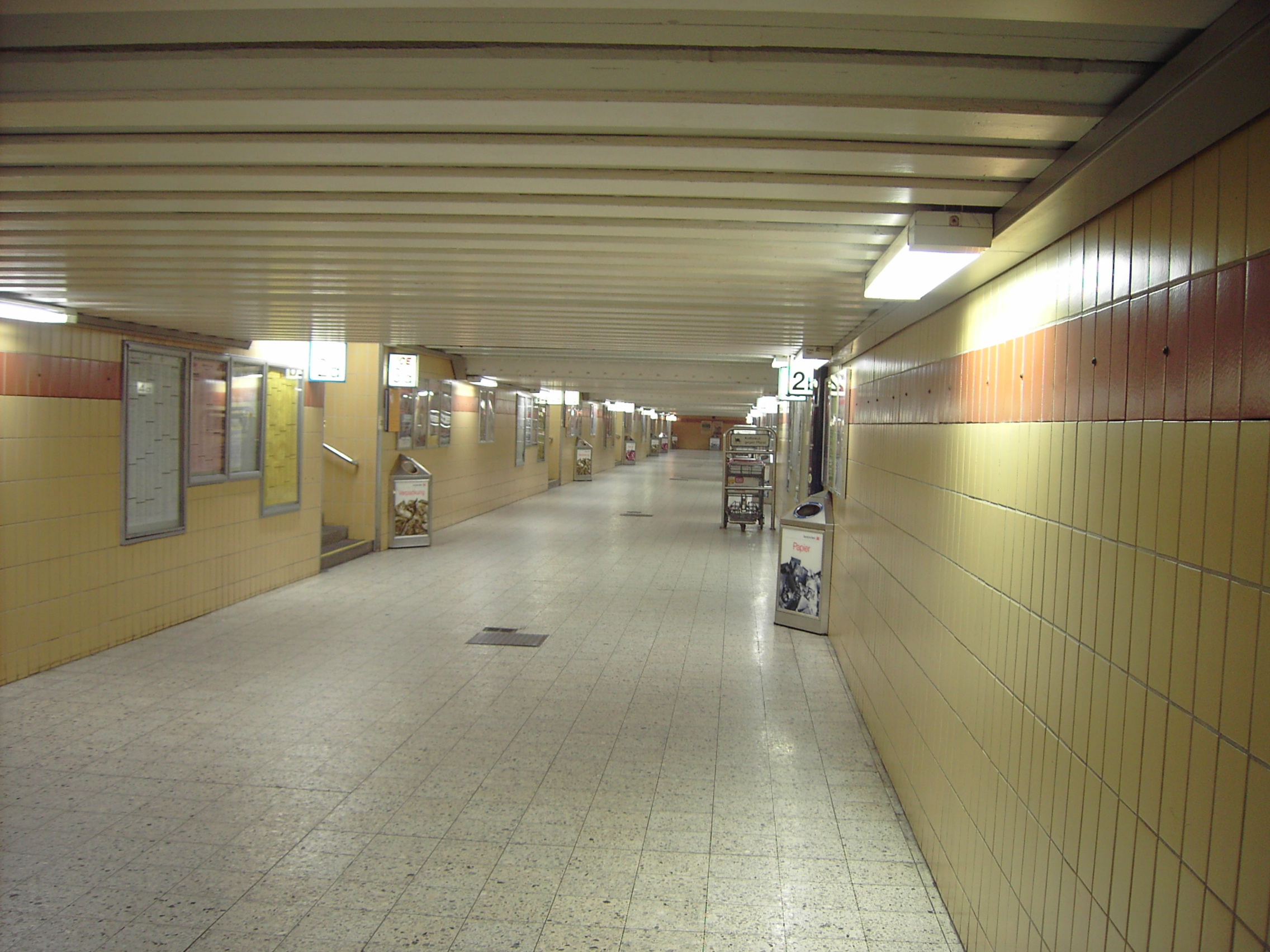
Ehemalige Bahnsteigunterführung

Der Bahnhof verfügt über umfangreiche Gleisanlagen, auf denen neben dem Personenverkehr auch viele Güterzüge die mainfränkische Stadt passieren. Die südlichen beiden Gleise (201 und 202) sind ausschließlich dem Güterverkehr vorbehalten. Der Hausbahnsteig, lange Zeit zweckentfremdet als Intercity-Parkplatz genutzt, wurde beim Bau der neuen Bahnsteigunterführung saniert und seitdem wieder von Zügen bedient. Der Personenverkehr wird an sechs Bahnsteigen durchgeführt:
- Bahnsteig A: Gleis 1 (Nahverkehr); Länge: 210 m
- Bahnsteig B: Gleise 2 und 3 (Nahverkehr); Länge: 442 m
- Bahnsteig C: Gleise 4 und 5 (Fern- und Nahverkehr); Länge: 444 m
- Bahnsteig D: Gleise 6 und 7 (Fern- und Nahverkehr); Länge: 417 m
- Bahnsteig E: Gleise 8 und 9 (Nahverkehr); Länge: 324 m
- Bahnsteig F: Gleise 10 und 11 (Nahverkehr); Länge: 329 m

Alle Bahnsteige sind 76 cm hoch und haben somit eine der zwei in Deutschland gebräuchlichen Normhöhen. Ein stufenfreier Einstieg ist dennoch in keinen der hier verkehrenden Züge möglich, da die Deutsche Bahn keine Fernverkehrszüge mit Einstiegshöhen von 76 cm besitzt sowie die hier verkehrenden Züge des Regionalverkehrs größtenteils älteren Baujahres und daher ebenfalls nur über mehrere Stufen im Einstiegsbereich zu erreichen sind. Die von der DB-Tochter Westfrankenbahn teilweise auf der Strecke nach Bad Mergentheim eingesetzten Neubautriebwagen der Baureihe 642 bieten trotz ihrer Niederflurbauweise ebenfalls keine Barrierefreiheit, da deren Einstieg auf 55 cm Höhe liegt, so dass die Fahrgäste hier eine Stufe hinabsteigen müssen. Drei der fünf Bahnsteige (B, C und D) sind von ihrer Länge her fernverkehrstauglich und in fünf Bahnsteigabschnitte unterteilt. Die Bahnsteige C und D sind planmäßig für die bis zu 410 Meter langen ICE-Züge vorgesehen und auf nahezu ihrer vollen Länge überdacht. Ende 2006 wurden die früher üblichen Zugzielanzeiger mit Fallblättern auf den Bahnsteigen und in der Unterführung durch moderne Bildschirme in LCD-Technik ersetzt.
Die Bahnsteige waren bis zum Umbau ab 2015 durch einen Tunnel zu erreichen, der auf Straßenniveau lag. Dieser Tunnel war ebenso wie die Bahnsteige selbst nicht für das damalige Fahrgastaufkommen ausgelegt. Die Zugänge waren hierbei nicht unmittelbar barrierefrei, einzig Bahnsteig A verfügte über einen Aufzug. Bahnsteig E konnte jedoch über einen Umweg durch einen Tunnel westlich des Bahnhofs über eine längere Rampe erreicht werden. Der nachträglich errichtete Bahnsteig F konnte barrierefrei nur über einen Übergang von Bahnsteig E über das Gleisbett erreicht werden. Der ab November 2015 errichtete neue Tunnel ist etwa doppelt so breit wie die alte Unterführung. Diese neue Unterführung ist durch Aufzüge und ein taktiles Leitsystem barrierefrei ausgebaut, bis zum Rückbau des alten Tunnels waren jedoch nur die Treppen im Westen fertiggestellt.
Im Herbst 2015 wurde mit dem barrierefreien Ausbau des Bahnhofs begonnen. Dabei wurde zunächst der Hausbahnsteig (Gleis 1) reaktiviert und der dort gelegene Intercity-Parkplatz nach Osten verlagert. Im Anschluss wurde – angefangen mit Bahnsteig B – begonnen, alle Bahnsteige mit einem neuen Bodenbelag zu versehen und das Dach sowie die Aufbauten zu erneuern. Bei diesen Arbeiten werden auch neue Aufgänge und Aufzugsschächte integriert, die in die ebenfalls neue, verbreiterte Bahnsteigunterführung führen. Diese Arbeiten wurden auf den Bahnsteigen B bis D im April 2018 abgeschlossen. Die übrigen Bahnsteige E und F wurden bis Mitte bzw. Ende 2019 fertiggestellt. Im Anschluss daran wurde die alte Unterführung bis 2021 zurückgebaut. Auf den Bahnsteigen wurde im Rahmen der Sanierung die Anordnung der Bahnsteigabschnitte umgekehrt, damit diese den aktuellen Vorgaben der Bahn entsprechen.
1959 ging ein DrS-Stellwerk in Betrieb. Die 4,7 Millionen D-Mark teure Anlage ersetzte fünf alte Stellwerke und sparte 28 Dienstposten ein. 1969 wurde die Anlage um ein Rangierstellwerk ergänzt. Diese Anlage, welche Kosten in Höhe von 1,2 Millionen D-Mark verursachte, sparte acht Posten ein.
In den 1970er Jahren wurde die Einführung der Neubaustrecke Hannover–Würzburg in den Hauptbahnhof Würzburg geplant. Die Strecke war dabei so einzuführen, dass von der Neubaustrecke alle Bahnsteiggleise erreicht werden können. Um die Zahl der zeitgleich ein- und ausfahrenden Züge zu erhöhen, wurde die Neubaustrecke zwischen die beiden Gleise der Bahnstrecke Würzburg – Aschaffenburg gelegt. Gleichzeitig sollte es möglich werden, bei voll belegten Bahnsteiggleisen 750 m lange Güterzüge zur Überholung in den Bahnhof zu nehmen. Aus diesen und anderen Anforderungen wurde ein stufenweise umsetzbarer Rahmenplan für den Ausbau des Würzburger Hauptbahnhofs entwickelt.

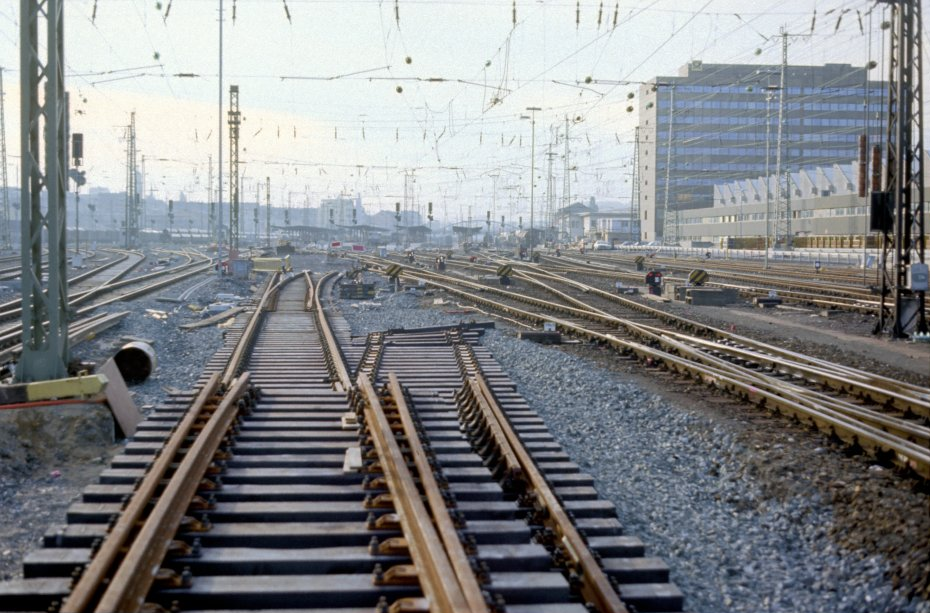
Umfangreiche Gleisarbeiten im Westkopf (Juni 1987)

Um den steigenden Leistungsfähigkeitsanforderungen durch die im Bau befindliche Neubaustrecke sowie das dritte Gleis nach Rottendorf gerecht zu werden, wurde der Westkopf vollständig und der Ostkopf teilweise umgebaut. 1984 ist dazu ein neues Stellwerk der Bauart Sp Dr S600 in Betrieb genommen worden, welches neben dem Bahnhof selbst auch den Streckenabschnitt der Neubaustrecke bis einschließlich dem Betriebsbahnhof Rohrbach fernsteuert. Von 1989 bis 1999 wurden die Bahnhofseinfahrten umfassend umgebaut. Durch den Einbau schlankerer Weichen und Verbesserungen an der Signaltechnik konnte die Leistungsfähigkeit des Knotens gesteigert werden. Die Ein- und Ausfahrgeschwindigkeit im Ostkopf wurde dabei von 40 auf 80 km/h und im Westkopf von 60 auf 80 km/h angehoben, die Ausfahrt zur Schnellfahrstrecke kann mit 100 km/h befahren werden. Darüber hinaus wurden die Verkehrsströme in der Ein- und Ausfahrt weitgehend kreuzungsfrei gestaltet, der Güterverkehr auf die Südseite des Bahnhofs konzentriert. Die Kapazität der Gleisanlagen konnte durch diese Maßnahmen wesentlich erhöht und der Betrieb weniger störungsanfällig abgewickelt werden. Der Fahrzeitgewinn im Fernverkehr liegt bei etwa zwei, in Verbindung mit Ausbauten an der Bahnstrecke Würzburg–Nürnberg etwa sieben Minuten. Die Kosten des Ausbaus beliefen sich auf etwa 115 Millionen D-Mark (rund 60 Millionen Euro). Bereits zwischen 1988 und 1991 war die Ein- und Ausfahrgeschwindigkeit am Ostkopf von 40 auf 60 km/h angehoben worden.

#### Bahnbetriebswerk
Nördlich des Bahnhofes befand sich das Bahnbetriebswerk mit drei Ringlokschuppen mit jeweils einer Drehscheibe. Alle Lokschuppen wurden im Zweiten Weltkrieg stark beschädigt. Der östliche Ringlokschuppen I aus den 1890er Jahren wurde ziemlich originalgetreu wieder aufgebaut und steht unter Denkmalschutz. Der Ringlokschuppen II wurde in den 1950er Jahren abgerissen, die Gleise wurden elektrifiziert und dienten als Abstellgleise. Der Ringlokschuppen III aus dem Jahr 1910 war 1948 mit Betonteilen wieder aufgebaut worden und wurde 2012 abgerissen. Zwischen Schuppen I und dem Bahnhofsgleisen wurde eine Halle für Elektrolokomotiven errichtet, die noch vorhanden ist.
Das Bahnbetriebswerk wurde ab 1974 zum Auslauf-Bw für die Elektrolokomotiven der Baureihen 118 und 144, 1984 wurden die letzten Exemplare ausgemustert.
Im erhaltenen Lokschuppen hat seit 2023 die Betriebsgruppe Deutschland der EUROVAPOR ihren Standort.

#### Bahnhofsvorplatz

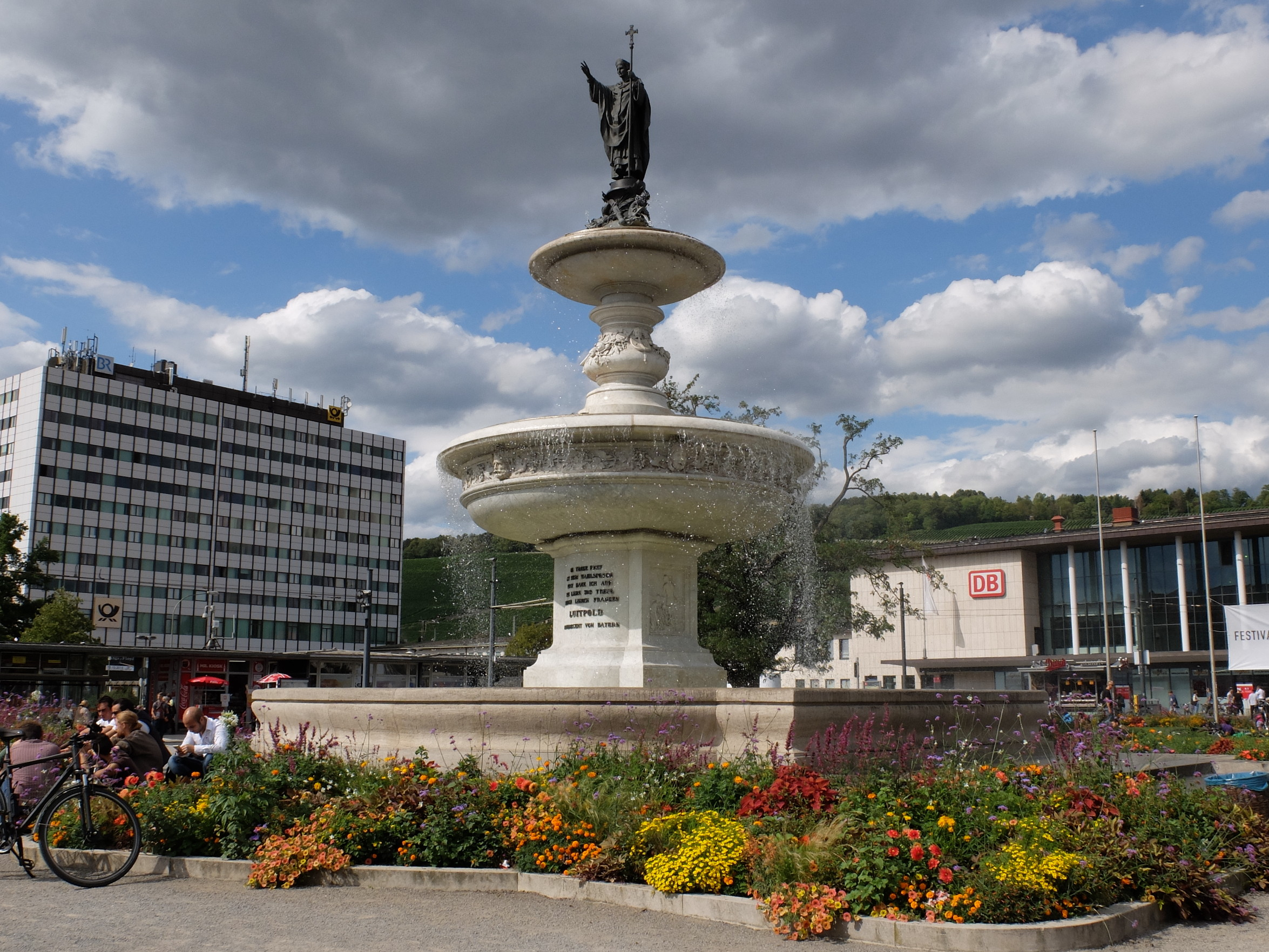
Kiliansbrunnen

Der Bahnhofsvorplatz erstreckt sich vom Empfangsgebäude bis zum Röntgen- beziehungsweise Haugerring. Er wurde östlich und westlich von zwei Pavillonzeilen begrenzt, die verschiedene Geschäfte beherbergten. Die teils maroden Pavillons wurden 2016 abgerissen und die sich daraus ergebende Freifläche vorübergehend begrünt. Ein Neubau der Pavillons wäre nicht vor 2019 zu erwarten gewesen.
In der Mitte des Platzes steht auf einem Podest der Kiliansbrunnen, der anlässlich des Kilianifestes am 8. Juli 1895 von Prinzregent Luitpold eingeweiht wurde, und als einziges Relikt des früheren Bahnhofs noch existiert. Der Kiliansbrunnen war eine Gegengabe des Prinzregenten Luitpold an die Würzburger, nachdem diese vor der Residenz den Frankoniabrunnen zu Ehren von Luitpold errichtet hatten.
Über dem Becken des Brunnens stand von 1895 bis 1943 eine bronzene Statue des Heiligen Kilian. Diese wurde 1943 demontiert, um sie für die Rüstungsproduktion einzuschmelzen. Im Jahr 1949 wurde diese Statue aus einem Hamburger Schrottlager zurückgekauft, (im Rahmen des Wiederaufbaus der Stadt Würzburg nach dem Zweiten Weltkrieg) montiert und am 8. Juli 1949 wieder ihrer Bestimmung übergeben. Der aus italienischem Carrara-Marmor bestehende Brunnen wurde zuletzt in den 1970er Jahren sandgestrahlt. Danach wurde der Marmor porös. Der Brunnen wurde wegen Einsturzgefahr einige Jahre abgestützt, im April 2007 zwecks Sanierung abgebaut, in die nahegelegene Frankenhalle transportiert und dort restauriert. Soweit möglich wurden die alten Teile wieder verwendet, irreparable Teile wurden durch neue Teile nach historischem Vorbild ersetzt. Die Kosten von rund einer Million Euro trugen die Stadt und der Freistaat Bayern. Am 24. Juli 2009 wurde der Brunnen neu eingeweiht. Der Frankenapostel Kilian krönt den Brunnen und ist segnend der Stadt zugewandt. Fischfang und Weinbau werden in Reliefs dargestellt.
Um den Kiliansbrunnen herum führt eine Wendeschleife der Straßenbahn Würzburg, die hier zwei Haltestellen bedient.

## Bedienung

### Fernverkehr

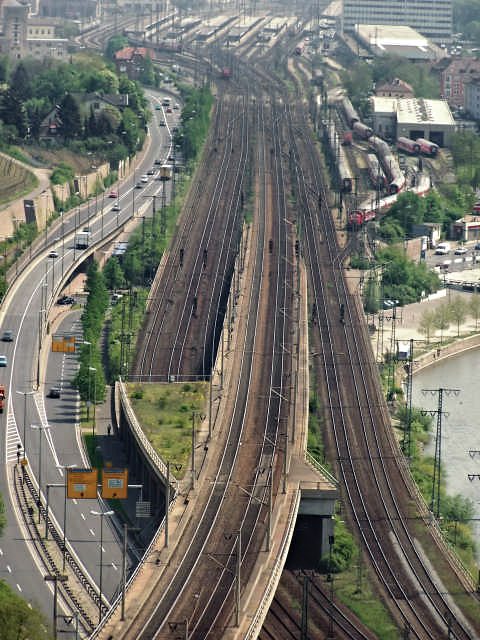
Westliches Gleisvorfeld des Würzburger Hauptbahnhofs, in der Bildmitte die Rampe der Schnellfahrstrecke

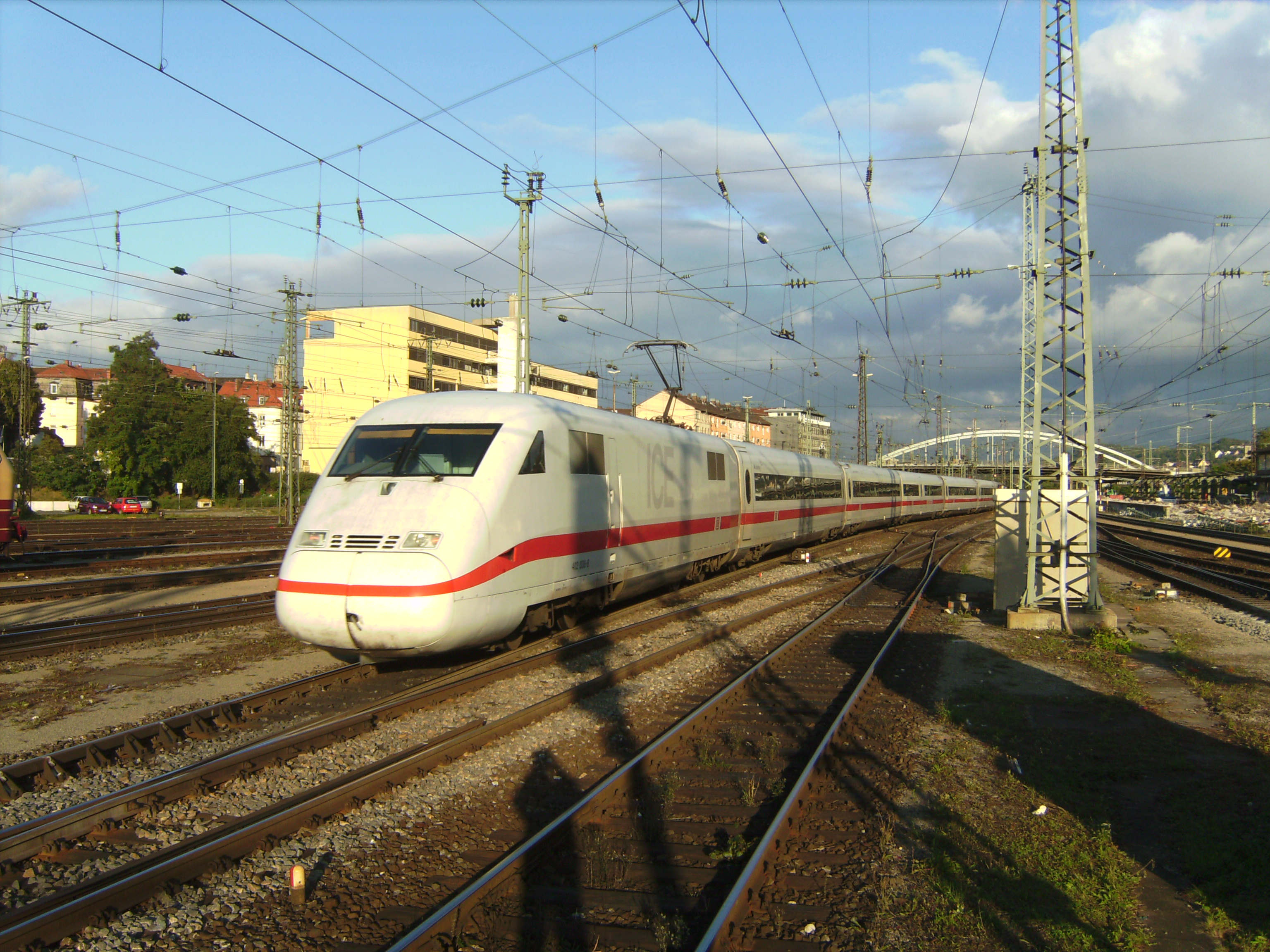
Ein ICE 2 in Fahrtrichtung München verlässt Würzburg Hauptbahnhof

| Linie / Zuggattung | Strecke | Strecke | Strecke | Strecke | Strecke | Frequenz                                                      |
| ------------------ | --- | --- | --- | --- | --- | ------------------------------------------------------------- |
| ICE 25             | Lübeck – | Hamburg – Hamburg-Harburg – | Hamburg – Hamburg-Harburg – | Hamburg – Hamburg-Harburg – | Hannover – Göttingen – Kassel-Wilhelmshöhe – Fulda – Würzburg Hbf – Nürnberg – Ingolstadt – München | einzelne Züge                                                 |
| ICE 25             | Hamburg-Altona – Hamburg-Dammtor – | Hamburg – Hamburg-Harburg – | Hamburg – Hamburg-Harburg – | Hamburg – Hamburg-Harburg – | Hannover – Göttingen – Kassel-Wilhelmshöhe – Fulda – Würzburg Hbf – Nürnberg – Ingolstadt – München | Stundentakt                                                   |
| ICE 25             | Bremen – | Bremen – | Bremen – | Bremen – | Hannover – Göttingen – Kassel-Wilhelmshöhe – Fulda – Würzburg Hbf – Nürnberg – Ingolstadt – München | Zweistundentakt                                               |
| ICE 31             | Dortmund – Hagen – Wuppertal – Solingen – Köln – Bonn – Koblenz – Mainz – Frankfurt (Main) Flughafen Fernbahnhof – Frankfurt (Main) – Hanau – Würzburg Hbf – Nürnberg – Ingolstadt – München | Dortmund – Hagen – Wuppertal – Solingen – Köln – Bonn – Koblenz – Mainz – Frankfurt (Main) Flughafen Fernbahnhof – Frankfurt (Main) – Hanau – Würzburg Hbf – Nürnberg – Ingolstadt – München | Dortmund – Hagen – Wuppertal – Solingen – Köln – Bonn – Koblenz – Mainz – Frankfurt (Main) Flughafen Fernbahnhof – Frankfurt (Main) – Hanau – Würzburg Hbf – Nürnberg – Ingolstadt – München | Dortmund – Hagen – Wuppertal – Solingen – Köln – Bonn – Koblenz – Mainz – Frankfurt (Main) Flughafen Fernbahnhof – Frankfurt (Main) – Hanau – Würzburg Hbf – Nürnberg – Ingolstadt – München | Dortmund – Hagen – Wuppertal – Solingen – Köln – Bonn – Koblenz – Mainz – Frankfurt (Main) Flughafen Fernbahnhof – Frankfurt (Main) – Hanau – Würzburg Hbf – Nürnberg – Ingolstadt – München | ein Zugpaar                                                   |
| ICE 41             | Dortmund – Bochum – Essen – Duisburg – Düsseldorf – Köln Messe/Deutz – Frankfurt (Main) Flughafen Fernbahnhof – Frankfurt (Main) – Aschaffenburg – | Dortmund – Bochum – Essen – Duisburg – Düsseldorf – Köln Messe/Deutz – Frankfurt (Main) Flughafen Fernbahnhof – Frankfurt (Main) – Aschaffenburg – | Dortmund – Bochum – Essen – Duisburg – Düsseldorf – Köln Messe/Deutz – Frankfurt (Main) Flughafen Fernbahnhof – Frankfurt (Main) – Aschaffenburg – | Dortmund – Bochum – Essen – Duisburg – Düsseldorf – Köln Messe/Deutz – Frankfurt (Main) Flughafen Fernbahnhof – Frankfurt (Main) – Aschaffenburg – | Würzburg Hbf – Nürnberg – Ingolstadt – München | Stundentakt                                                   |
| ICE 41             | Frankfurt (Main) – Mainz – Wiesbaden – Köln Messe/Deutz – Düsseldorf – Duisburg – Essen – Bochum – Dortmund – Hamm (Westf) – Soest – Lippstadt – Paderborn – Altenbeken – Warburg (Westf) – Kassel-Wilhelmshöhe – Fulda – | Frankfurt (Main) – Mainz – Wiesbaden – Köln Messe/Deutz – Düsseldorf – Duisburg – Essen – Bochum – Dortmund – Hamm (Westf) – Soest – Lippstadt – Paderborn – Altenbeken – Warburg (Westf) – Kassel-Wilhelmshöhe – Fulda – | Frankfurt (Main) – Mainz – Wiesbaden – Köln Messe/Deutz – Düsseldorf – Duisburg – Essen – Bochum – Dortmund – Hamm (Westf) – Soest – Lippstadt – Paderborn – Altenbeken – Warburg (Westf) – Kassel-Wilhelmshöhe – Fulda – | Frankfurt (Main) – Mainz – Wiesbaden – Köln Messe/Deutz – Düsseldorf – Duisburg – Essen – Bochum – Dortmund – Hamm (Westf) – Soest – Lippstadt – Paderborn – Altenbeken – Warburg (Westf) – Kassel-Wilhelmshöhe – Fulda – | Würzburg Hbf – Nürnberg – Ingolstadt – München | ein Zugpaar                                                   |
| ICE 91             | Dortmund – | Dortmund – | Hagen – Wuppertal – Solingen – | Köln – Bonn – Koblenz – Mainz – Frankfurt (Main) Flughafen Fernbahnhof – Frankfurt (Main) – Hanau – | Würzburg Hbf – Nürnberg – Regensburg – Plattling – Passau – Linz – St. Pölten – Wien | Zweistundentakt                                               |
| ICE 91             | Dortmund – | Dortmund – | Bochum – Essen – Duisburg – Düsseldorf – | Köln – Bonn – Koblenz – Mainz – Frankfurt (Main) Flughafen Fernbahnhof – Frankfurt (Main) – Hanau – | Würzburg Hbf – Nürnberg – Regensburg – Plattling – Passau – Linz – St. Pölten – Wien | Zweistundentakt                                               |
| ICE 91             | Hamburg-Altona – Hamburg Dammtor – Hamburg – Hamburg-Harburg – Hannover – Göttingen – Kassel-Wilhelmshöhe – Fulda – | Hamburg-Altona – Hamburg Dammtor – Hamburg – Hamburg-Harburg – Hannover – Göttingen – Kassel-Wilhelmshöhe – Fulda – | Hamburg-Altona – Hamburg Dammtor – Hamburg – Hamburg-Harburg – Hannover – Göttingen – Kassel-Wilhelmshöhe – Fulda – | Hamburg-Altona – Hamburg Dammtor – Hamburg – Hamburg-Harburg – Hannover – Göttingen – Kassel-Wilhelmshöhe – Fulda – | Würzburg Hbf – Nürnberg – Regensburg – Plattling – Passau – Linz – St. Pölten – Wien | ein Zugpaar                                                   |
| IC 26              | Hamburg-Altona – Hamburg Dammtor – Hamburg – Hamburg-Harburg – Lüneburg – Uelzen – Celle – Hannover – Göttingen – Kassel-Wilhelmshöhe – Fulda – Würzburg Hbf – Steinach (b Rothenburg) – Ansbach – Treuchtlingen – Donauwörth – Augsburg – München-Pasing – München Ost – Rosenheim – Bad Endorf – Prien a. Chiemsee – Übersee – Traunstein – Freilassing – Piding – Bad Reichenhall – Berchtesgaden | Hamburg-Altona – Hamburg Dammtor – Hamburg – Hamburg-Harburg – Lüneburg – Uelzen – Celle – Hannover – Göttingen – Kassel-Wilhelmshöhe – Fulda – Würzburg Hbf – Steinach (b Rothenburg) – Ansbach – Treuchtlingen – Donauwörth – Augsburg – München-Pasing – München Ost – Rosenheim – Bad Endorf – Prien a. Chiemsee – Übersee – Traunstein – Freilassing – Piding – Bad Reichenhall – Berchtesgaden | Hamburg-Altona – Hamburg Dammtor – Hamburg – Hamburg-Harburg – Lüneburg – Uelzen – Celle – Hannover – Göttingen – Kassel-Wilhelmshöhe – Fulda – Würzburg Hbf – Steinach (b Rothenburg) – Ansbach – Treuchtlingen – Donauwörth – Augsburg – München-Pasing – München Ost – Rosenheim – Bad Endorf – Prien a. Chiemsee – Übersee – Traunstein – Freilassing – Piding – Bad Reichenhall – Berchtesgaden | Hamburg-Altona – Hamburg Dammtor – Hamburg – Hamburg-Harburg – Lüneburg – Uelzen – Celle – Hannover – Göttingen – Kassel-Wilhelmshöhe – Fulda – Würzburg Hbf – Steinach (b Rothenburg) – Ansbach – Treuchtlingen – Donauwörth – Augsburg – München-Pasing – München Ost – Rosenheim – Bad Endorf – Prien a. Chiemsee – Übersee – Traunstein – Freilassing – Piding – Bad Reichenhall – Berchtesgaden | Hamburg-Altona – Hamburg Dammtor – Hamburg – Hamburg-Harburg – Lüneburg – Uelzen – Celle – Hannover – Göttingen – Kassel-Wilhelmshöhe – Fulda – Würzburg Hbf – Steinach (b Rothenburg) – Ansbach – Treuchtlingen – Donauwörth – Augsburg – München-Pasing – München Ost – Rosenheim – Bad Endorf – Prien a. Chiemsee – Übersee – Traunstein – Freilassing – Piding – Bad Reichenhall – Berchtesgaden | ein Zugpaar; fährt bis Augsburg mit IC nach Oberstdorf        |
| IC 26              | Hamburg-Altona – Hamburg Dammtor – Hamburg – Hamburg-Harburg – Lüneburg – Uelzen – Celle – Hannover – Göttingen – Kassel-Wilhelmshöhe – Fulda – Würzburg Hbf – Steinach (b Rothenburg) – Ansbach – Treuchtlingen – Donauwörth – Augsburg – Buchloe – Kaufbeuren – Kempten(Allgäu)Hbf – Immenstadt – Sonthofen – Fischen – Oberstdorf                                                                 | Hamburg-Altona – Hamburg Dammtor – Hamburg – Hamburg-Harburg – Lüneburg – Uelzen – Celle – Hannover – Göttingen – Kassel-Wilhelmshöhe – Fulda – Würzburg Hbf – Steinach (b Rothenburg) – Ansbach – Treuchtlingen – Donauwörth – Augsburg – Buchloe – Kaufbeuren – Kempten(Allgäu)Hbf – Immenstadt – Sonthofen – Fischen – Oberstdorf                                                                 | Hamburg-Altona – Hamburg Dammtor – Hamburg – Hamburg-Harburg – Lüneburg – Uelzen – Celle – Hannover – Göttingen – Kassel-Wilhelmshöhe – Fulda – Würzburg Hbf – Steinach (b Rothenburg) – Ansbach – Treuchtlingen – Donauwörth – Augsburg – Buchloe – Kaufbeuren – Kempten(Allgäu)Hbf – Immenstadt – Sonthofen – Fischen – Oberstdorf                                                                 | Hamburg-Altona – Hamburg Dammtor – Hamburg – Hamburg-Harburg – Lüneburg – Uelzen – Celle – Hannover – Göttingen – Kassel-Wilhelmshöhe – Fulda – Würzburg Hbf – Steinach (b Rothenburg) – Ansbach – Treuchtlingen – Donauwörth – Augsburg – Buchloe – Kaufbeuren – Kempten(Allgäu)Hbf – Immenstadt – Sonthofen – Fischen – Oberstdorf                                                                 | Hamburg-Altona – Hamburg Dammtor – Hamburg – Hamburg-Harburg – Lüneburg – Uelzen – Celle – Hannover – Göttingen – Kassel-Wilhelmshöhe – Fulda – Würzburg Hbf – Steinach (b Rothenburg) – Ansbach – Treuchtlingen – Donauwörth – Augsburg – Buchloe – Kaufbeuren – Kempten(Allgäu)Hbf – Immenstadt – Sonthofen – Fischen – Oberstdorf                                                                 | ein Zugpaar; fährt bis Augsburg mit IC nach Berchtesgaden Hbf |
| Stand 23.04.2025   | | | | | |                                                               |

### Nachtzüge
| Linie / Zuggattung          | Strecke                                                                                     | Strecke                                                                                     | Strecke | Strecke                                                                                     | Strecke                                                                   | Frequenz    |
| --------------------------- | ------------------------------------------------------------------------------------------- | ------------------------------------------------------------------------------------------- | --- | ------------------------------------------------------------------------------------------- | ------------------------------------------------------------------------- | ----------- |
| ÖBB Nightjet NJ 40420/40491 | Hamburg-Altona – Hamburg Dammtor – Hamburg – Hannover – Göttingen – Würzburg Hbf – Nürnberg | Hamburg-Altona – Hamburg Dammtor – Hamburg – Hannover – Göttingen – Würzburg Hbf – Nürnberg | Hamburg-Altona – Hamburg Dammtor – Hamburg – Hannover – Göttingen – Würzburg Hbf – Nürnberg                      | Hamburg-Altona – Hamburg Dammtor – Hamburg – Hannover – Göttingen – Würzburg Hbf – Nürnberg | – Augsburg – München – Rosenheim – Kufstein – Wörgl – Jenbach – Innsbruck | ein Zugpaar |
| ÖBB Nightjet NJ 490/491     | Hamburg-Altona – Hamburg Dammtor – Hamburg – Hannover – Göttingen – Würzburg Hbf – Nürnberg | Hamburg-Altona – Hamburg Dammtor – Hamburg – Hannover – Göttingen – Würzburg Hbf – Nürnberg | Hamburg-Altona – Hamburg Dammtor – Hamburg – Hannover – Göttingen – Würzburg Hbf – Nürnberg                      | Hamburg-Altona – Hamburg Dammtor – Hamburg – Hannover – Göttingen – Würzburg Hbf – Nürnberg | – Regensburg – Passau – Wels – Linz – Amstetten – St. Pölten – Wien       | ein Zugpaar |
| ÖBB Nightjet NJ 424/425     | Brüssel Midi – Brüssel-Nord – Liège-Guillemins – Aachen –                                   | Brüssel Midi – Brüssel-Nord – Liège-Guillemins – Aachen –                                   | Bonn – Koblenz – Mainz – Frankfurt (Main) Flughafen Fernbahnhof – Frankfurt (Main) Süd – Würzburg Hbf – Nürnberg | – Regensburg – Passau – Wels – Linz – Amstetten – St. Pölten – Wien                         | – Regensburg – Passau – Wels – Linz – Amstetten – St. Pölten – Wien       | ein Zugpaar |
| ÖBB Nightjet NJ 40421/40490 | Amsterdam – Utrecht –                                                                       | ’s-Hertogenbosch –                                                                          | Bonn – Koblenz – Mainz – Frankfurt (Main) Flughafen Fernbahnhof – Frankfurt (Main) Süd – Würzburg Hbf – Nürnberg | – Regensburg – Passau – Wels – Linz – Amstetten – St. Pölten – Wien                         | – Regensburg – Passau – Wels – Linz – Amstetten – St. Pölten – Wien       | ein Zugpaar |
| ÖBB Nightjet NJ 420/421     | Amsterdam – Utrecht –                                                                       | Arnhem – Düsseldorf – Köln –                                                                | Bonn – Koblenz – Mainz – Frankfurt (Main) Flughafen Fernbahnhof – Frankfurt (Main) Süd – Würzburg Hbf – Nürnberg | – Augsburg – München – Rosenheim – Kufstein – Wörgl – Jenbach – Innsbruck                   | – Augsburg – München – Rosenheim – Kufstein – Wörgl – Jenbach – Innsbruck | ein Zugpaar |
| Stand 19.12.2021            |                                                                                             |                                                                                             | |                                                                                             |                                                                           |             |

### Ehemalige Züge
| Linie / Zuggattung      | Strecke | Strecke | Strecke | Strecke | Strecke | Frequenz                  |
| ----------------------- | --- | --- | --- | --- | --- | ------------------------- |
| Alpen-Sylt Nachtexpress | Westerland (Sylt) – Husum – Hamburg – Frankfurt (Main) Süd – Würzburg Hbf – Nürnberg – Augsburg – München-Pasing – Salzburg | Westerland (Sylt) – Husum – Hamburg – Frankfurt (Main) Süd – Würzburg Hbf – Nürnberg – Augsburg – München-Pasing – Salzburg | Westerland (Sylt) – Husum – Hamburg – Frankfurt (Main) Süd – Würzburg Hbf – Nürnberg – Augsburg – München-Pasing – Salzburg | Westerland (Sylt) – Husum – Hamburg – Frankfurt (Main) Süd – Würzburg Hbf – Nürnberg – Augsburg – München-Pasing – Salzburg | Westerland (Sylt) – Husum – Hamburg – Frankfurt (Main) Süd – Würzburg Hbf – Nürnberg – Augsburg – München-Pasing – Salzburg | zwei Zugpaare wöchentlich |

### Regionalverkehr
| Linie                    | Strecke | Strecke | Takt                                                           | Fahrzeuge im Regelbetrieb |
| ------------------------ | --- | --- | -------------------------------------------------------------- | ------------------------- |
| /                        | Würzburg Hbf – Schweinfurt – Ebenhausen (Unterfr) | Bad Kissingen | Zweistundentakt                                                | BR 612                    |
| /                        | Würzburg Hbf – Schweinfurt – Ebenhausen (Unterfr) | Münnerstadt – Bad Neustadt (Saale) – Mellrichstadt – Grimmenthal – Suhl – Zella-Mehlis – Plaue (Thür) – Arnstadt – Neudietendorf – Erfurt | Zweistundentakt                                                | BR 612                    |
| RE8 (GA)                 | Würzburg Hbf – Lauda – Osterburken – Möckmühl – Bad Friedrichshall – Neckarsulm – Heilbronn – Bietigheim-Bissingen – Ludwigsburg – Stuttgart | Würzburg Hbf – Lauda – Osterburken – Möckmühl – Bad Friedrichshall – Neckarsulm – Heilbronn – Bietigheim-Bissingen – Ludwigsburg – Stuttgart | Stundentakt                                                    | Stadler Flirt 3           |
| RE10                     | Würzburg Hbf – Rottendorf – Dettelbach – Buchbrunn-Mainstockheim – Kitzingen – Iphofen – Markt Bibart – Neustadt (Aisch) – Emskirchen – Siegelsdorf – Fürth (Bay) – Nürnberg | Würzburg Hbf – Rottendorf – Dettelbach – Buchbrunn-Mainstockheim – Kitzingen – Iphofen – Markt Bibart – Neustadt (Aisch) – Emskirchen – Siegelsdorf – Fürth (Bay) – Nürnberg | Stundentakt                                                    | BR 440                    |
| RE10                     | Würzburg Hbf – Rottendorf – Dettelbach – Buchbrunn-Mainstockheim – Kitzingen | Würzburg Hbf – Rottendorf – Dettelbach – Buchbrunn-Mainstockheim – Kitzingen | Stundentakt (HVZ)                                              | BR 440 BR 425             |
| RE20                     | Franken-Thüringen-Express: Würzburg Hbf – Schweinfurt – Haßfurt – Bamberg (– Forchheim – Erlangen – Fürth (Bay) – Nürnberg) | Franken-Thüringen-Express: Würzburg Hbf – Schweinfurt – Haßfurt – Bamberg (– Forchheim – Erlangen – Fürth (Bay) – Nürnberg) | Zweistundentakt                                                | BR 1462                   |
| RE54                     | Main-Spessart-Express (MSX): Bamberg – Haßfurt – Schweinfurt – Würzburg – Gemünden – Aschaffenburg – Hanau – Maintal – Frankfurt | Main-Spessart-Express (MSX): Bamberg – Haßfurt – Schweinfurt – Würzburg – Gemünden – Aschaffenburg – Hanau – Maintal – Frankfurt | Zweistundentakt                                                | BR 445 (Twindexx Vario)   |
| RE55                     | (Bamberg –) Würzburg Hbf – Karlstadt – Gemünden (Main) – Lohr Bahnhof – Aschaffenburg Hbf – Hanau Hbf – Offenbach (Main) Hbf – Frankfurt (Main) Süd – Frankfurt (Main) Hbf | (Bamberg –) Würzburg Hbf – Karlstadt – Gemünden (Main) – Lohr Bahnhof – Aschaffenburg Hbf – Hanau Hbf – Offenbach (Main) Hbf – Frankfurt (Main) Süd – Frankfurt (Main) Hbf | Zweistundentakt, davon einzelne Züge ostwärts bis Bamberg      | BR 445 (Twindexx Vario)   |
| RE 80                    | Würzburg Hbf – Würzburg-Süd – Würzburg-Heidingsfeld Ost – Winterhausen – Goßmannsdorf – Ochsenfurt – Marktbreit – Uffenheim – Steinach – Burgbernheim-Wildbad – Oberdachstetten – Ansbach – Triesdorf – Muhr am See – Gunzenhausen – Treuchtlingen (– Donauwörth – Augsburg Hbf – München-Pasing – München Hbf) | Würzburg Hbf – Würzburg-Süd – Würzburg-Heidingsfeld Ost – Winterhausen – Goßmannsdorf – Ochsenfurt – Marktbreit – Uffenheim – Steinach – Burgbernheim-Wildbad – Oberdachstetten – Ansbach – Triesdorf – Muhr am See – Gunzenhausen – Treuchtlingen (– Donauwörth – Augsburg Hbf – München-Pasing – München Hbf) | Stundentakt (bis Treuchtlingen), Zweistundentakt (bis München) | BR 462 BR 463             |
| RB53                     | (Schlüchtern – Sterbfritz –) Jossa – Obersinn – Mittelsinn – Burgsinn – Rieneck – Gemünden (Main) – Wernfeld – Karlstadt – Himmelstadt – Retzbach-Zellingen – Thüngersheim – Veitshöchheim – Würzburg-Zell – Würzburg Hbf – Rottendorf – Seligenstadt – Bergtheim – Essleben – Waigolshausen – Schweinfurt – Schweinfurt Mitte – Schweinfurt Stadt – Schonungen – Haßfurt – Zeil (Main) – Ebelsbach-Eltmann – Oberhaid – Bamberg | (Schlüchtern – Sterbfritz –) Jossa – Obersinn – Mittelsinn – Burgsinn – Rieneck – Gemünden (Main) – Wernfeld – Karlstadt – Himmelstadt – Retzbach-Zellingen – Thüngersheim – Veitshöchheim – Würzburg-Zell – Würzburg Hbf – Rottendorf – Seligenstadt – Bergtheim – Essleben – Waigolshausen – Schweinfurt – Schweinfurt Mitte – Schweinfurt Stadt – Schonungen – Haßfurt – Zeil (Main) – Ebelsbach-Eltmann – Oberhaid – Bamberg | Stundentakt                                                    | BR 440                    |
| RB53                     | Karlstadt – Himmelstadt – Retzbach-Zellingen – Thüngersheim – Veitshöchheim – Würzburg-Zell – Würzburg Hbf | Karlstadt – Himmelstadt – Retzbach-Zellingen – Thüngersheim – Veitshöchheim – Würzburg-Zell – Würzburg Hbf | Stundentakt (HVZ), weiter als RE10 nach Nürnberg               | BR 440                    |
| RB53                     | Würzburg Hbf – Rottendorf – Seligenstadt – Bergtheim – Essleben – Waigolshausen – Schweinfurt Hbf – Schweinfurt Mitte – Schweinfurt Stadt | Würzburg Hbf – Rottendorf – Seligenstadt – Bergtheim – Essleben – Waigolshausen – Schweinfurt Hbf – Schweinfurt Mitte – Schweinfurt Stadt | Stundentakt (HVZ)                                              | BR 425 BR 440             |
| RB79                     | Aschaffenburg – Hösbach – Laufach – Heigenbrücken – Wiesthal – Partenstein – Lohr Bahnhof – Langenprozelten – Gemünden – Wernfeld – Karlstadt(Main) – Himmelstadt – Retzbach-Zellingen – Thüngersheim – Veitshöchheim – Würzburg-Zell – Würzburg Hbf | Aschaffenburg – Hösbach – Laufach – Heigenbrücken – Wiesthal – Partenstein – Lohr Bahnhof – Langenprozelten – Gemünden – Wernfeld – Karlstadt(Main) – Himmelstadt – Retzbach-Zellingen – Thüngersheim – Veitshöchheim – Würzburg-Zell – Würzburg Hbf | einzelne Fahrten                                               | BR 425 BR 440             |
| RB80                     | Würzburg Hbf – Würzburg Süd – Würzburg-Heidingsfeld Ost – Winterhausen – Goßmannsdorf – Ochsenfurt – Marktbreit | Würzburg Hbf – Würzburg Süd – Würzburg-Heidingsfeld Ost – Winterhausen – Goßmannsdorf – Ochsenfurt – Marktbreit | Stundentakt (HVZ)                                              | BR 425 BR 440             |
| RB85                     | Würzburg Hbf – Würzburg Süd – Reichenberg – Geroldshausen – Kirchheim (Unterfr) – Gaubüttelbrunn – Wittighausen – Zimmern – Grünsfeld – Gerlachsheim – Lauda – Boxberg-Wölchingen – Eubigheim – Rosenberg(Baden) – Osterburken | Würzburg Hbf – Würzburg Süd – Reichenberg – Geroldshausen – Kirchheim (Unterfr) – Gaubüttelbrunn – Wittighausen – Zimmern – Grünsfeld – Gerlachsheim – Lauda – Boxberg-Wölchingen – Eubigheim – Rosenberg(Baden) – Osterburken | Stundentakt                                                    | DB 440 DB 425             |
| Stand: 10. Dezember 2023 | | |                                                                |                           |

### Fernverkehrslinien
Bedingt durch seine günstige Lage, durchfuhren schon immer Fernzüge aus ganz Deutschland und den Nachbarländern den Würzburger Hauptbahnhof. Daher wurde er auch von mehreren Linien des 1957 von mehreren europäischen Eisenbahngesellschaften als Komfortzug eingeführten Trans-Europ-Express (TEE) angefahren. Mit einer innerdeutschen Binnenlinie und zwei Linien nach Wien beziehungsweise Klagenfurt wurden jedoch nur Städte des nahen Nachbarlandes Österreich direkt erreicht.
- TEE 21/22 „Rheinpfeil“ Dortmund – Frankfurt – Würzburg – (Nürnberg –) München
- TEE 90/91 „Blauer Enzian“ Hamburg – Würzburg – München – Klagenfurt
- TEE 26/27 „Prinz Eugen“ Bremen – Würzburg – Nürnberg – Wien

Als die Deutsche Bundesbahn ab 1968 schrittweise ein neues Intercity-Netz einführte, das mit zweiklassigen Zügen bei den Fahrgästen mehr Zuspruch fand als der nur die erste Klasse führende TEE, wurden die Verbindungen nach und nach eingestellt.

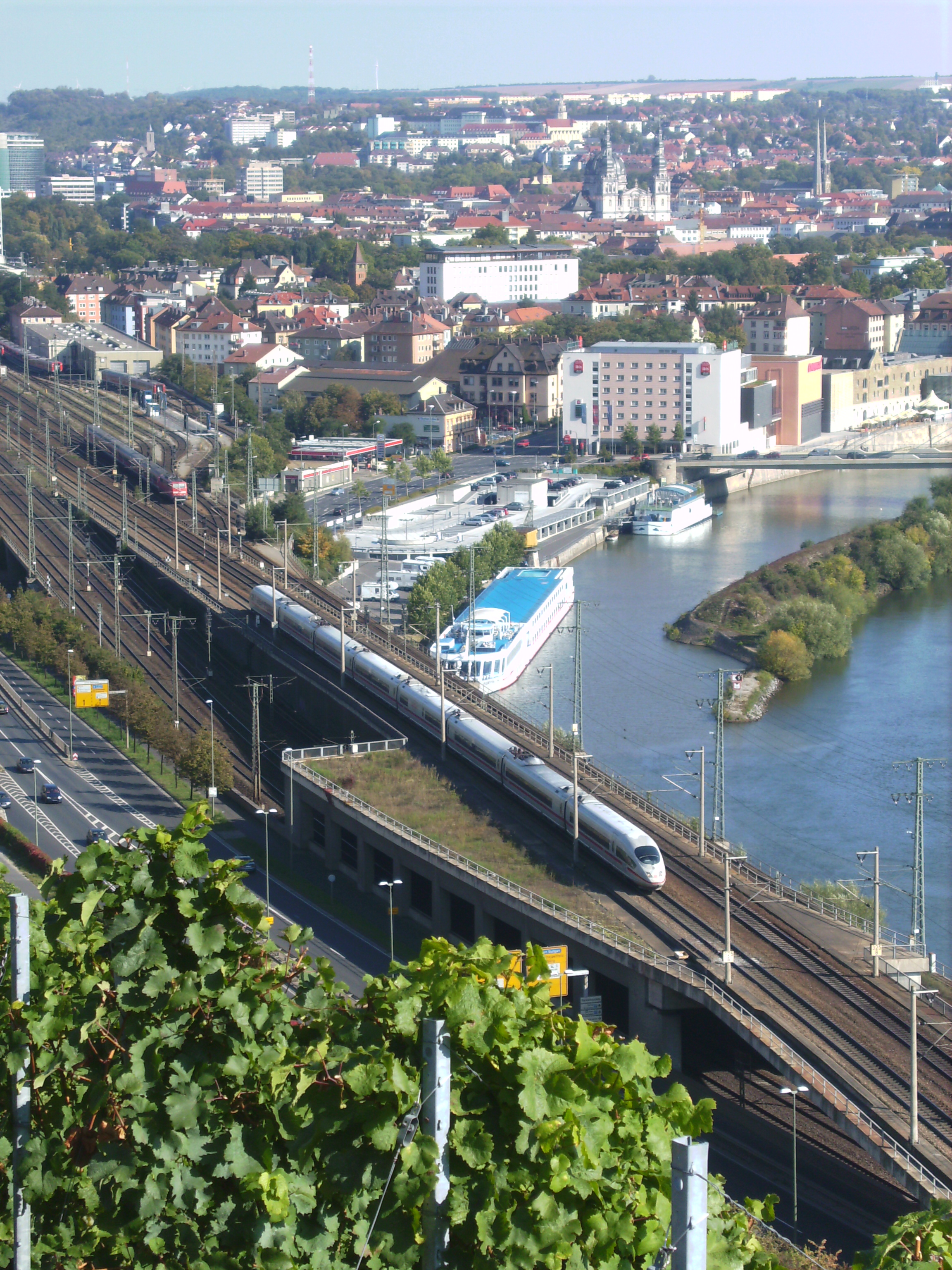
Ein ICE 3 fährt über die Rampe westlich des Hauptbahnhofs auf die Schnellfahrstrecke Hannover–Würzburg

Am 27. Mai 1988 wurde mit dem Teilstück Fulda–Würzburg der erste größere Abschnitt der Schnellfahrstrecke Hannover–Würzburg in Betrieb genommen. Um 12:58 Uhr erreichte der InterCityExperimental als offizieller Eröffnungszug feierlich den Hauptbahnhof Würzburg. Am 28. und 29. Mai wurde die Eröffnung des Abschnitts mit einem großen Bahnhofsfest gefeiert, wobei zahlreiche Pendelfahrten nach Fulda angeboten wurden. Als planmäßiger Reisezug über die Neubaustrecke verließ IC 686 Herrenchiemsee am 29. Mai um 9:17 Uhr den Würzburger Hauptbahnhof. Erster regulär über die NBS ankommender Zug war IC 581 Veit Stoß um 10:42 Uhr.
Mit Beginn des Sommerfahrplans 1991 nahm der Intercity-Express als neu geschaffene höchste Zuggattung der Deutschen Bundesbahn den Betrieb auf, führte mit der Linie Hamburg–München über Hannover, Frankfurt (Main), Mannheim und Stuttgart allerdings an Würzburg vorbei. Nach der Auslieferung weiterer ICE-Garnituren konnten ab dem 31. März 1992 mit einer zweiten Verbindung zwischen Hamburg und München, die südlich von Fulda aber eine östlichere Route nahm, die nordbayerischen Städte Würzburg und Nürnberg angebunden werden. Mit Lieferung der neuen Züge des ICE 2 konnte ab 1997 zweistündlich ein Flügelzug nach Bremen angeboten werden. Während nahezu der gesamte durch Würzburg führende Nord-Süd-Fernverkehr bereits 1992 auf ICE-Verbindungen umgestellt worden war, wurde die Ost-West-Linie lange Zeit noch von Intercitys befahren. Erst nach der Inbetriebnahme der Schnellfahrstrecke Köln–Rhein/Main im Jahr 2002 wurden die bisherigen Intercity-Verbindungen aus dem Ruhrgebiet nach Nürnberg oder München durch zweistündliche ICE-Züge größtenteils ersetzt. Hier kommen seitdem die 300 km/h schnellen ICE-3-Züge zum Einsatz. Nach der Einbindung der Schnellfahrstrecke Nürnberg–Ingolstadt in das bundesweite Fernverkehrsnetz im Dezember 2006 wurde diese Verbindung auf einen Stundentakt verdichtet und die Züge in einzelnen Fahrplanlagen auf Doppeltraktionen erweitert. Zum Fahrplanwechsel im Dezember 2007 wurde die IC/EC-Linie von Dortmund nach Wien auf ICE-Züge mit Neigetechnik umgestellt, sodass nun in Würzburg vier der fünf von der Deutschen Bahn eingesetzten ICE-Zugtypen halten.
Bis Dezember 2006 orientierten sich alle Fernverkehrszüge am Taktknoten zur Minute 30, womit zwischen Fern- und Regionalverkehr generell gegenseitige Anschlussmöglichkeiten bestand. Seit zu Beginn des Fahrplanjahres 2007 die ICE-Linie 41 auf einen Stundentakt verdichtet wurde, berühren die Züge dieser Linie den Würzburger Hauptbahnhof etwa zur vollen Stunde. Durch die gegenseitigen Anschlussmöglichkeiten zur ebenfalls in ihrer Fahrplanlage verschobenen Regionalbahn-Linie Richtung Schweinfurt und Gemünden (Main) wurde so ein zweiter Taktknoten etabliert, die Korrespondenz zwischen den ICE-Linien 25 und 41 ging hingegen verloren. Alle übrigen ICE- und IC-Linien erreichen und verlassen den Bahnhof weiterhin zur halben Stunde und haben Anschluss an alle Regional-Express-Linien. In Richtung Nürnberg entsteht somit ein halbstündliches Fernverkehrsangebot mit Taktlücken, da einige Züge der Linie 25 anstatt über Nürnberg über Augsburg verkehren. Die ICE-Züge nach München (Linie 25) beziehungsweise Wien (Linie 31) verlassen den Würzburger Hauptbahnhof stets zur selben Stunde im Abstand von etwa fünf Minuten.
Neben den im festen Taktverkehr angebotenen Linien existieren noch einige weitere Intercity- und Eurocity-Verbindungen, die jedoch nicht an allen Wochentagen oder nur mit einem Zugpaar pro Tag verkehren, so beispielsweise mit den Zielen Berchtesgaden, Garmisch-Partenkirchen, Rostock oder Hannover. Mit EuroNight-Zügen bestehen beispielsweise Reisemöglichkeiten nach Kopenhagen, Wien, Düsseldorf oder München; Nachtzüge verkehren über Berlin, Stralsund nach Binz.

### Regionalverkehrslinien

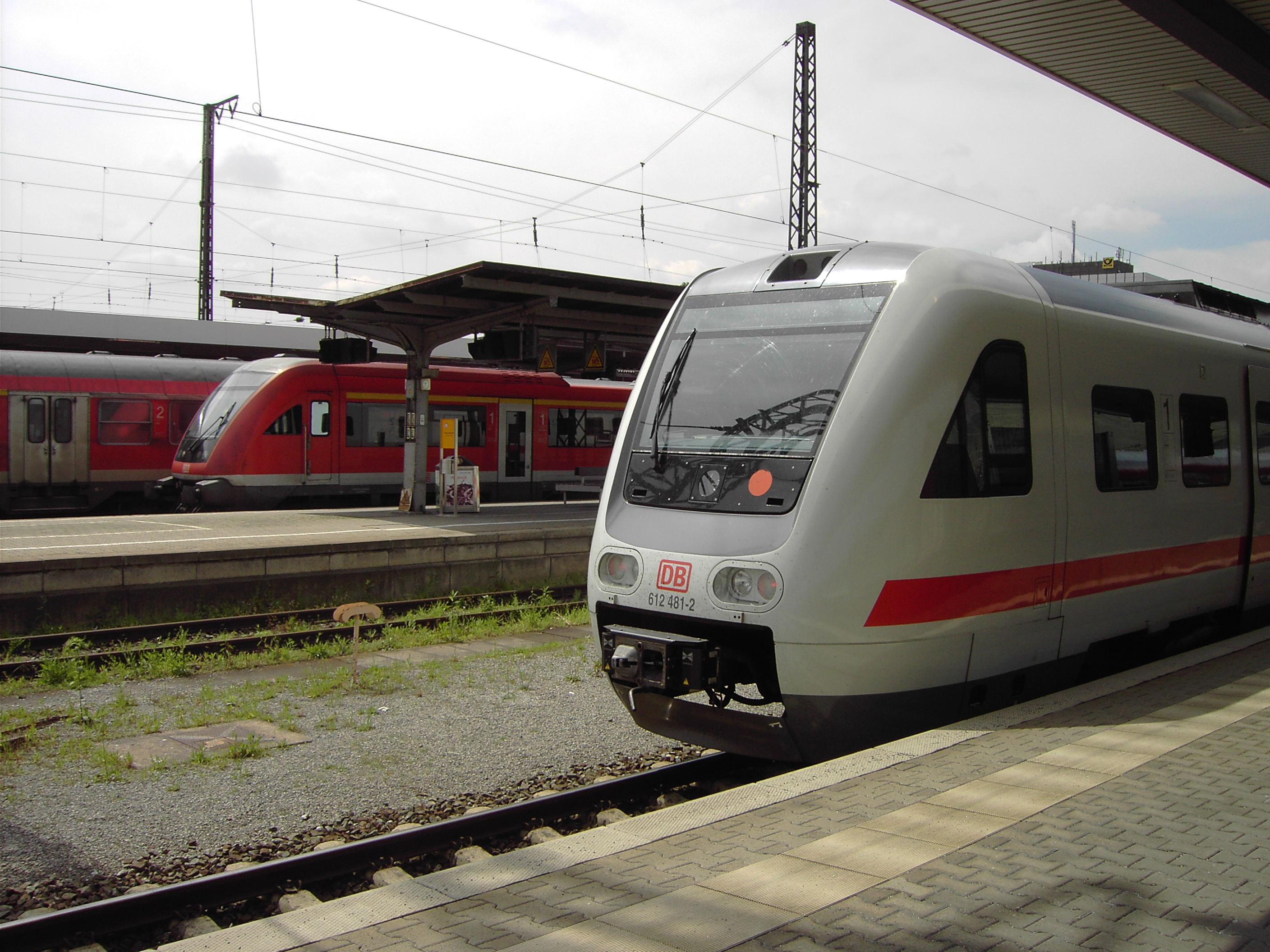
Eine Modus-Garnitur und ein Dieseltriebwagen der Baureihe 612 im Würzburger Hauptbahnhof

Auf den Strecken rund um Würzburg wird vom DB-Regio-Geschäftsbereich Regio Franken und Go Ahead Bayern/Baden-Württemberg ein dichtes Verkehrsangebot gefahren. Mit sieben Regional-Express-Linien ist Würzburg direkt an Großstädte wie Nürnberg, Stuttgart, Frankfurt (Main), München und Erfurt angebunden, vier Regionalbahn-Linien stellen die Naherschließung der Gemeinden im Einzugsbereich sicher. Die Deutsche Bahn setzte auf den meisten Strecken lokbespannte Wendezüge aus ehemaligen n-Wagen ein. Zuglokomotiven waren üblicherweise die Baureihen 111, 112, 143 und seit Mitte 2006 auch die neue Baureihe 146.2. Die Züge nach Nürnberg über Bamberg wurden mit Doppelstockwagen der dritten Gattung und Baureihe 146.2 betrieben. Seit dem Fahrplanwechsel im Jahr 2010 werden Züge der Alstom Coradia Continental eingesetzt.
Jedoch ist die Anzahl der Züge nicht ausreichend, weshalb seit 2013 auch Züge der Baureihe 425 eingesetzt werden. Der Regional-Express nach Nürnberg über Bamberg wird mit Bombardier Talent 2 gefahren.
Alle Regional-Express-Züge (bis auf den Mainfranken-Thüringen-Express) erreichen den Würzburger Hauptbahnhof kurz vor der halben Stunde und verlassen ihn wenige Minuten nach der halben Stunde wieder. So besteht ein gegenseitiger Anschluss mit zwei Fernverkehrslinien. Die Regionalbahn-Züge Richtung Gemünden (Main) stellen einen Anschluss an die ICE-Linie 41 nach Frankfurt her und fahren zur Minute 1 ab. Die Züge Richtung Schweinfurt bieten einen Anschluss zur ICE-Linie 41 nach München und fahren zur Minute 8 ab. Die Regionalbahnen Richtung Lauda/Osterburken fahren zur Minute 6 ab. Die Regionalbahnen von und nach Kitzingen werden in Lastrichtung auf die ICE-Linie 41 abgestimmt. Morgens sind sie Zubringer, abends Abbringer für die Züge von und nach Frankfurt.
Am 8. Juni 2006 schrieb die Bayerische Eisenbahngesellschaft den Betrieb des Regionalverkehrs im elektrischen Netz um Würzburg europaweit aus. Es umfasste mit den von hier ausgehenden Strecken nach Schlüchtern, Bamberg, Nürnberg und Treuchtlingen alle Strecken außer der Frankenbahn nach Stuttgart. Die Züge auf dem Streckenast nach Nürnberg sollten als Regional-Express gefahren werden, die übrigen als Regionalbahn. Bestandteil des Wettbewerbsprojekts war eine Ausweitung der jährlichen Zugkilometeranzahl auf 5,7 Millionen, womit insbesondere Taktlücken in den Abendstunden geschlossen und zusätzliche Züge in der Hauptverkehrszeit angeboten werden sollten. Am 9. Februar 2007 erhielt der bestehende Betreiber DB Regio den Zuschlag, der damit seine marktbeherrschende Stellung in Unterfranken sicherte. Der Betrieb begann stufenweise von Dezember 2009 bis Dezember 2010 und endete einheitlich im Dezember 2021.

### Straßenbahn- und Omnibusverkehr
Der Würzburger Hauptbahnhof ist neben seiner Funktion als Eisenbahnknotenpunkt auch die zentrale Umsteigestation für den Straßenbahn- und Omnibusverkehr. Auf dem Bahnhofsvorplatz werden von der Würzburger Straßenbahn die Haltestellen Hauptbahnhof West und Hauptbahnhof Ost bedient. Diese Aufteilung der Abfahrtsbahnsteige für die Züge Richtung Innenstadt (West) und Grombühl (Ost) wurde 1996 als „Provisorium“ bis zum Bau einer neuen zentralen Haltestelle eingeführt, der bislang jedoch noch nicht realisiert wurde. Unmittelbar westlich an den Bahnhofsvorplatz schließt sich der Busbahnhof an, wo ein Großteil der innerstädtischen und regionalen Omnibuslinien seinen Ausgangspunkt hat.

## Entwicklung seit 2010

### Modernisierung des Bahnhofs und seines Umfeldes

#### Barrierefreier Ausbau und Sanierung im Rahmen der Landesgartenschau 2018
Seit 2010 wird der Bahnhof schrittweise saniert. Ursprünglich sollten diese Arbeiten bis zur Landesgartenschau 2018 abgeschlossen sein, dieser Zeitplan ließ sich jedoch nicht einhalten.
Ab 2010 wurde das Empfangsgebäude energetisch saniert. Hierbei wurde zunächst nahezu die komplette Außenfassade des Gebäudes abgetragen, ebenso das langgezogene Vordach. Im Anschluss wurde eine neue, energiesparende Fassade mit Fenstern aus Isolierglas gestaltet. Das neue Vordach wurde um 1,5 Meter in Richtung Vorplatz erweitert, auch die Einzelhandelsgeschäfte erhielten neue Fenster. Bei diesen Arbeiten wurde auch der alte Osteingang verschlossen, der Zugang zum Bahnhof erfolgt seitdem allein durch das große Südportal. Auch die markante, große Uhr an der Außenfassade aus dem Jahr 1956 wurde generalüberholt.
Die Neugestaltung der Empfangshalle wurde 2012 begonnen. Dabei wurden, um für mehr Übersichtlichkeit zu sorgen, zunächst die Verkaufsstände in der Mitte der Wartehalle entfernt. Im Anschluss wurden alle Verkaufsgeschäfte saniert und auch die Toilettenanlage wurde erneuert. Am ehemaligen Reisezentrum erfolgte ein Durchstich, um einen provisorischen Zugang zur Bahnhofsunterführung herzustellen. Das Reisezentrum befindet sich seitdem an der Ostseite der Eingangshalle. Die dort untergebrachte Bahnhofsmission wurde dabei in den Westflügel des Gebäudes verlegt. Zudem wurden die in der oberen Etage befindlichen Konferenz- und Geschäftsräume saniert.
Ab Oktober 2015 erfolgte die Sanierung der Bahnsteige, wobei auch eine neue, größere Unterführung gebaut wurde. Zunächst wurde dabei der Hausbahnsteig (Gleis 1) reaktiviert, um die während der Sanierung gesperrten Gleise zu kompensieren. Dafür wurde er in Stand gesetzt und mit einem Aufzug barrierefrei ausgebaut. Der dort gelegene Intercity-Parkplatz wurde nach Osten verlegt. Danach wurde mit der Sanierung der übrigen Bahnsteige begonnen. Dabei werden jeweils der Bodenbelag, die Aufbauten sowie das Dach erneuert. Zudem wird jeweils die neue Westtreppe und ein Aufzugschacht für die neue Unterführung errichtet. Außerdem wurde die Reihenfolge der Bahnsteigabschnitte umgekehrt, damit diese den aktuellen Vorgaben der Bahn entsprechen. Am 9. April 2018 wurde die neue Unterführung, welche die Bahnsteige B bis D barrierefrei erschließt, pünktlich zur Landesgartenschau 2018 eröffnet. Bis Mitte 2019 wurden nun die Bahnsteige E und F ebenso saniert und an die neue Unterführung angeschlossen. Parallel dazu wurde auf den übrigen Bahnsteigen die neue Osttreppe errichtet. Abschließend sollte dann die alte Unterführung bis 2021 zurückgebaut werden. Dabei könnten auch die Lücken in Dach und Pflaster über und um die alten Zugänge geschlossen werden, die baulich bedingt beim Ausbau entstanden waren.
Der Umbau der Bahnsteige 2 bis 6 wurde 2014 durch das Eisenbahn-Bundesamt genehmigt, 2020 folgte die Genehmigung zur dauerhaften, über die Bauphase hinausgehenden Reaktivierung des Hausbahnsteigs.
Der barrierefreie Ausbau des Bahnhofs sollte rund 61 Millionen Euro kosten.

#### Neuordnung des Bahnhofsumfelds

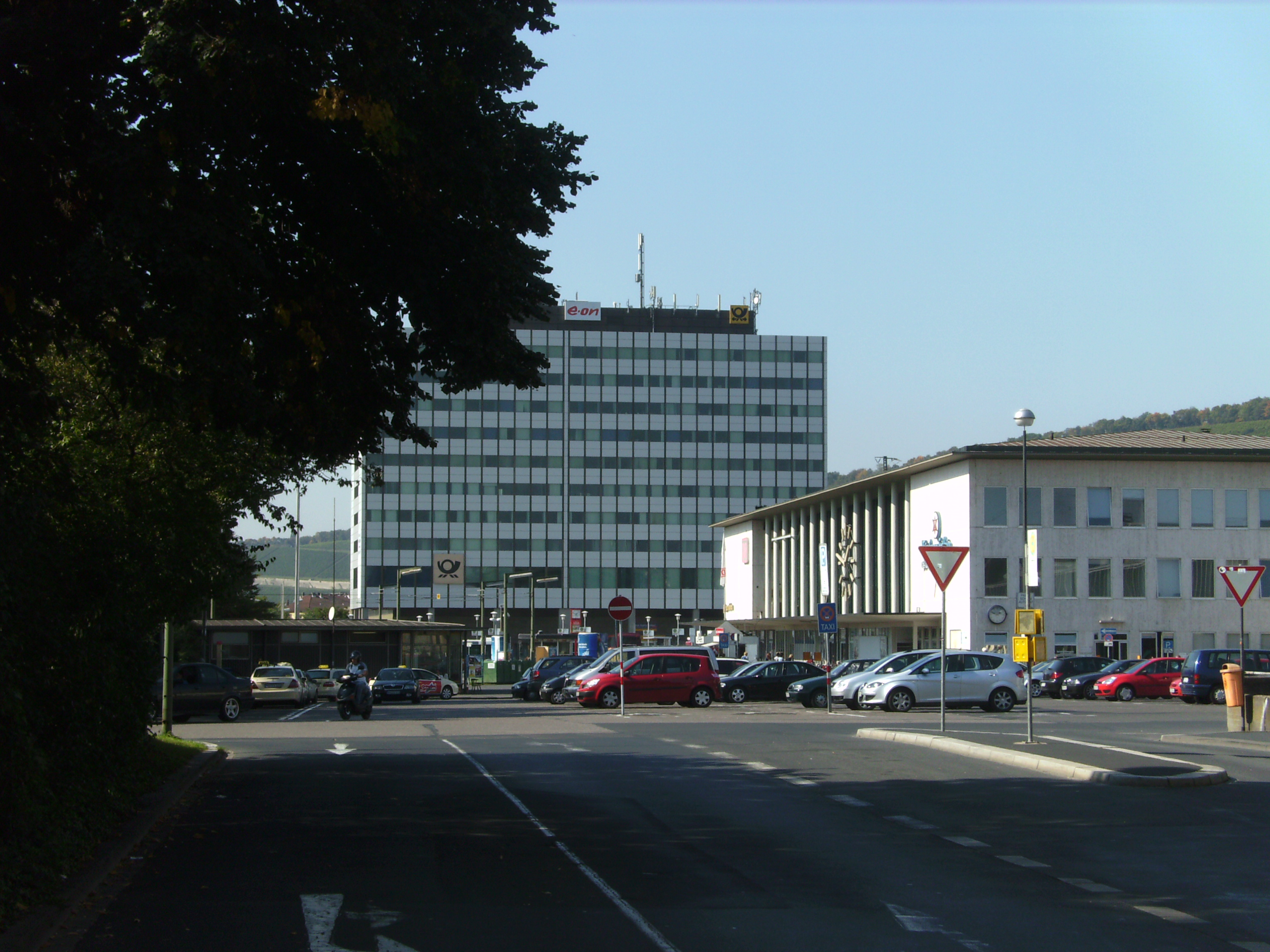
Der Kurzzeitparkplatz auf der Ostseite des Bahnhofsgebäudes, auf diesem Areal sollen künftig der Omnibusbahnhof und die neue Straßenbahntrasse Richtung Grombühl Platz finden

Für die Neuordnung des Bahnhofsumfeldes gibt es Planungen für den Bau eines Zentralen Omnibusbahnhofs und einer zentralen Haltestelle für die Straßenbahn vor dem Empfangsgebäude. Dabei wäre die Erweiterung des Ringparks auf den Flächen des jetzigen Busbahnhofs möglich. Wo ein möglicher ZOB oder auch ein Fernbusbahnhof errichtet werden könnte ist jedoch noch unklar. Das Gelände westlich des Bahnhofs ist im Besitz der Würzburger Beethovengruppe, das Areal östlich befindet sich derzeit noch im Eigentum von Tochtergesellschaften der Deutschen Bahn, jedoch hat auch der Investor Gerold Bader Pläne für eine Nutzung dieser Flächen. Auch eine mögliche Verwendung bislang brachliegender Flächen nördlich der Gleisanlagen steht im Raum.
Im Juni 2016 wurden die teilweise maroden, östlichen Pavillons am Bahnhofsvorplatz abgerissen, der Abriss der westlichen Pavillons folgte im Dezember 2016. Diese Flächen wurden vorübergehend begrünt. Ein Neubau der Pavillons sollte erst nach der Landesgartenschau 2018 erfolgen. So soll der Bahnhofsvorplatz durch eine einheitliche Gestaltung und den Neubau der Verkaufspavillons attraktiver gestaltet werden. Der Straßenbelag auf dem Vorplatz selbst soll dabei ebenfalls erneuert werden. Der Neubau der Pavillons ist jedoch Stand 2018 fraglich, da sowohl Stadtverwaltung als auch Bürger die offenere Situation auf dem Vorplatz ansprechend finden.

### Sonstiges

#### Eisenbahnunfall am 16. Februar 2020
Am späten Abend des 16. Februar 2020 kam es im Gleisvorfeld des Hauptbahnhofs zu einer Flankenfahrt zwischen einem Güterzug mit Kesselwagen, welcher als Zugfahrt unterwegs war, und einem Regionalzug vom Typ Bombardier Twindexx Vario, welcher als Rangierfahrt vom Abstellgleis zum Bahnsteig unterwegs war. Ersterer fuhr mit der Lok in die hinteren Wagen des Regionalzuges, an beiden Zugeinheiten entgleisten mehrere Wagen. Es entstand ein hoher Sachschaden an den Zügen und Teilen der Schieneninfrastruktur, verletzt wurde niemand. Die Ermittlungen zur Ursache sind noch nicht abgeschlossen.

### Weiterer Ausbau
Im dritten Gutachterentwurf des Deutschlandtakts sind Spurplan- und begleitende Bahnsteigänderungen im Hauptbahnhof enthalten, um notwendige zusätzliche Kapazität für den Schienenpersonenfern- und Güterverkehr zu schaffen. Zusammen mit einem viergleisigen Ausbau bis Rottendorf sind dazu, zum Preisstand von 2015, Investitionen von 264 Millionen Euro vorgesehen.

## Trivia

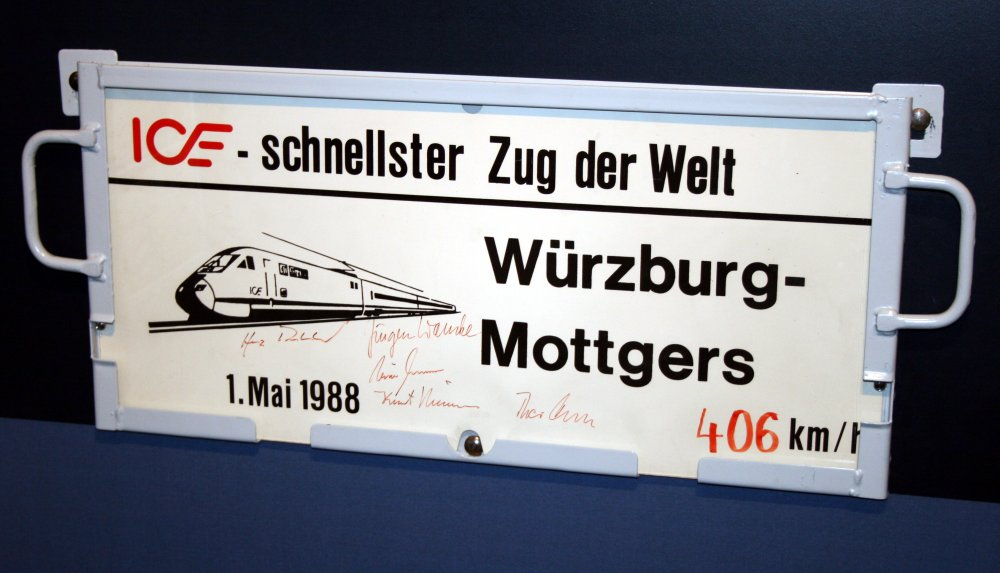
Zuglaufschild der Rekordfahrt

Am 1. Mai 1988 startete am Hauptbahnhof Würzburg eine Weltrekordfahrt des ICE-Prototypen InterCityExperimental. Der Triebzug erreichte auf dem speziell dafür ausgelegten Streckenabschnitt zwischen Würzburg und Mottgers eine Geschwindigkeit von 406,9 km/h und hielt damit den Weltrekord für Rad-Schienen-Fahrzeuge.
Der Würzburger Hauptbahnhof bekam 2005 bei einem Vergleich von 23 deutschen Bahnhöfen den Titel „Hässlichster Bahnhof Deutschlands“ von der Boulevardzeitung Bild am Sonntag. Zu den Kritikpunkten zählten insbesondere die wenig gepflegten Toiletten, die enge und dunkle Bahnsteigunterführung und die fehlende seniorengerechte Ausstattung.